# Tbilisi
Tbilisi (/tiˈblizi/, /ˈti-/, /ˈtbi-/, /-si/, in georgiano თბილისი?, pron. [ˈtʰbilisi]) è la capitale e la maggiore città della Georgia, già in passato capitale della Repubblica Socialista Sovietica Georgiana e della Repubblica Socialista Federativa Sovietica Transcaucasica. Il nome è talvolta scritto nelle forme Tiflis, Tiblisi, Tblisi o anche Tbilissi. Posta sulle rive del fiume Kura, la città si estende su un'area di 726 km² e conta 1 171 100 abitanti.
Tbilisi fu fondata nel V secolo d.C. da Vakhtang I di Iberia e da allora è stata la capitale di vari regni e repubbliche georgiane. Tra il 1801 e il 1917, quando era parte dell'Impero russo, Tiflis era la sede del vicereame imperiale, che governava sia il Caucaso meridionale sia quello settentrionale.
Per via della sua posizione al crocevia tra Europa ed Asia, e della sua vicinanza alla redditizia Via della Seta, nel corso della storia la città è stata contesa tra varie potenze globali. La posizione della città fino ad oggi garantisce la sua posizione come un'importante via di transito per progetti energetici e commerciali. La sua storia si riflette nell'architettura, che è una mescolanza di strutture medievali, neoclassiche, beaux arts, art nouveau, staliniste e moderne.
Storicamente, Tbilisi è stata la patria di persone provenienti da molteplici retroterra culturali, etnici, e religiosi, sebbene sia con prevalente matrice cristiana ortodossa orientale. Tra le sue notevoli attrazioni turistiche vi sono le cattedrali Sameba e Sioni, Piazza della Libertà, Viale Rustaveli, Viale Agmashenebeli, la fortezza medievale di Narikala, il neomoresco Teatro dell'Opera e il Museo Nazionale Georgiano. Il clima a Tbilisi presenta temperature che variano da 20 a 32 °C (da 68 a 90 °F) in estate e da 7 a -1 °C (da 45 a 30 °F) in inverno.

## Nomi e toponimo
Il nome Tbilisi deriva dall'antico georgiano tbilisi (Asomtavruli: ႲႡႨႪႨႱႨ, Mkhedruli: თბილისი), e successivamente da tpili (georgiano moderno: თბილი, "caldo", a sua volta dall'antico georgiano: ႲႴႨႪႨ ṭpili). Il nome T'bili o T'bilisi (letteralmente, "luogo caldo") fu quindi dato alla città a causa delle numerose sorgenti termali sulfuree della zona.
Fino al 1936, il nome della città in italiano e nella maggior parte delle altre lingue era Tiflis, mentre il nome georgiano era Tʾpilisi (ტფილისი).
Il 17 agosto 1936, per ordine della leadership sovietica, i nomi ufficiali russi di varie città furono cambiati per una più stretta corrispondenza alla lingua locale. Inoltre, la forma in lingua georgiana T′pilisi è stata modernizzata sulla base di una proposta di linguisti georgiani; l'antica componente georgiana ტფილი (t'pili, 'caldo') è stata sostituita dalla più recente თბილი (tbili). Questa forma è stata la base per un nuovo nome ufficiale in russo (Тбилиси Tbilisi). La maggior parte delle altre lingue hanno in seguito adottato la nuova forma del nome, ma alcune altre, come il turco, il persiano, il greco, il tedesco hanno mantenuto una variante di Tiflis.
Il 20 settembre 2006, il parlamento georgiano ha tenuto una cerimonia per celebrare il 70º anniversario della ridenominazione.
Alcuni dei nomi tradizionali di Tbilisi in altre lingue della regione hanno radici diverse. Il nome osseto Калак (Kalak) deriva dalla parola georgiana ქალაქი (kalaki) che significa semplicemente "città". I nomi ceceni e ingusci per la città usano una forma simile o uguale ai loro nomi per il Paese della Georgia (Гуьржех Gürƶex) così come lo storico nome cabardino (Курджы Kwrdžə), mentre l'abcaso Қарҭ (Ķarţ) deriva dal mingrelio ქართი (Karti).

## Storia

### Epoca antica
Gli archeologi hanno scoperto prove di continue abitazioni nel sobborgo di Dighomi a Tbilisi sin dalla prima età del bronzo e manufatti in pietra risalenti al Paleolitico. Durante la tarda età del bronzo fino alla prima età del ferro, fu il più grande insediamento del Caucaso. Secondo un'antica leggenda, l'attuale territorio di Tbilisi era coperto da foreste fino al 458. Una versione ampiamente accettata del mito della fondazione di Tbilisi afferma che il re Vakhtang I (rc 447/49 - 502/22) andò a caccia nella regione, molto boscosa, con un falco (a volte il falco è sostituito o altri piccoli rapaci nella leggenda). Il falco del re avrebbe catturato o ferito un fagiano durante la caccia, i quali entrambi caddero poi in una vicina sorgente calda e morirono per le ustioni. Il re Vakhtang rimase così colpito dalle sorgenti termali che decise di ripulire la foresta e di costruire una città sul posto.
Il re Dachi di Iberia (r. 522-534), successore di Vakhtang I, trasferì la capitale dell'Iberia da Mtskheta a Tbilisi e iniziò la costruzione del muro della fortezza che delimitava i nuovi confini della città. Dal VI secolo, Tbilisi è cresciuta a un ritmo costante grazie alla posizione strategica della regione lungo importanti rotte commerciali e di viaggio tra l'Europa e l'Asia.

### Dominazione straniera

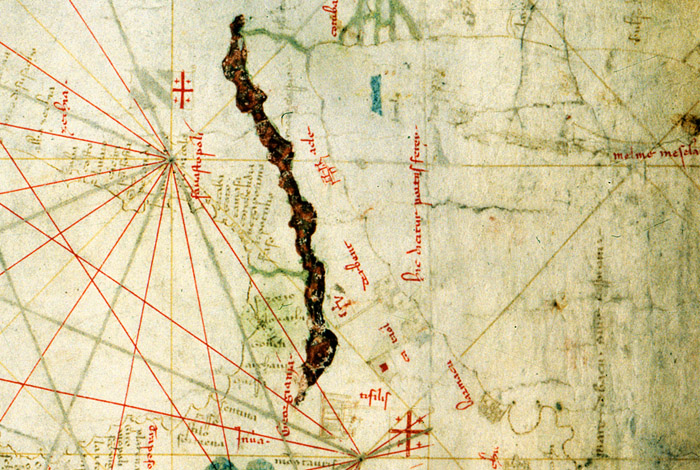
Particolare della carta nautica di Angelino Dulcert, raffigurante la costa georgiana del Mar Nero e Tiflis, 1339.

La favorevole posizione commerciale di Tbilisi, tuttavia, non era necessariamente di buon auspicio per la sua sopravvivenza. Situata strategicamente nel cuore del Caucaso tra Europa e Asia, Tbilisi divenne oggetto di rivalità tra le varie potenze della regione come l'Impero romano, l'Impero partico, la Persia sasanide, gli arabi musulmani, l'Impero bizantino e i turchi selgiuchidi. Lo sviluppo culturale della città dipendeva in qualche modo da chi la governava in tempi diversi, sebbene Tbilisi fosse abbastanza cosmopolita.
Dal 570 al 580, i persiani governarono la città fino al 627, quando Tbilisi fu saccheggiata dagli eserciti bizantini/khazari e in seguito, nel 736-738, gli eserciti arabi entrarono nella città sotto Marwan II. Da questo punto, gli arabi stabilirono un emirato centrato a Tbilisi. Nel 764, Tbilisi, ancora sotto il controllo arabo, fu nuovamente saccheggiata dai khazari. Nell'853, gli eserciti del capo arabo Bugha Al-Turki invasero Tbilisi per imporne il ritorno alla fedeltà agli Abbasidi. La dominazione araba di Tbilisi continuò fino al 1050 circa. Nel 1068, la città fu nuovamente saccheggiata, ma solo questa volta dai turchi selgiuchidi sotto il sultano Alp Arslan.

### Capitale della Georgia
Nel 1121, dopo pesanti combattimenti con i selgiuchidi, le truppe del re di Georgia Davide IV di Georgia posero un assedio a Tbilisi, che si concluse nel 1122. Di conseguenza Davide trasferì la sua residenza da Kutaisi a Tbilisi, rendendola la capitale di uno Stato georgiano unificato e inaugurando così l'età d'oro georgiana. Dal XII al XIII secolo, Tbilisi divenne una potenza regionale con un'economia fiorente e un sorprendente fervento culturale. Alla fine del XII secolo, la popolazione di Tbilisi aveva raggiunto i 100.000 abitanti. La città divenne anche un importante centro letterario e culturale non solo per la Georgia ma per il mondo ortodosso orientale dell'epoca. Durante il regno della regina Tamara, ha lavorato a Tbilisi Shota Rustaveli mentre scriveva il suo leggendario poema epico, Il cavaliere dalla pelle di leopardo. Questo periodo viene spesso definito "l'età dell'oro della Georgia" o il Rinascimento georgiano.

### Dominio mongolo e il successivo periodo di instabilità

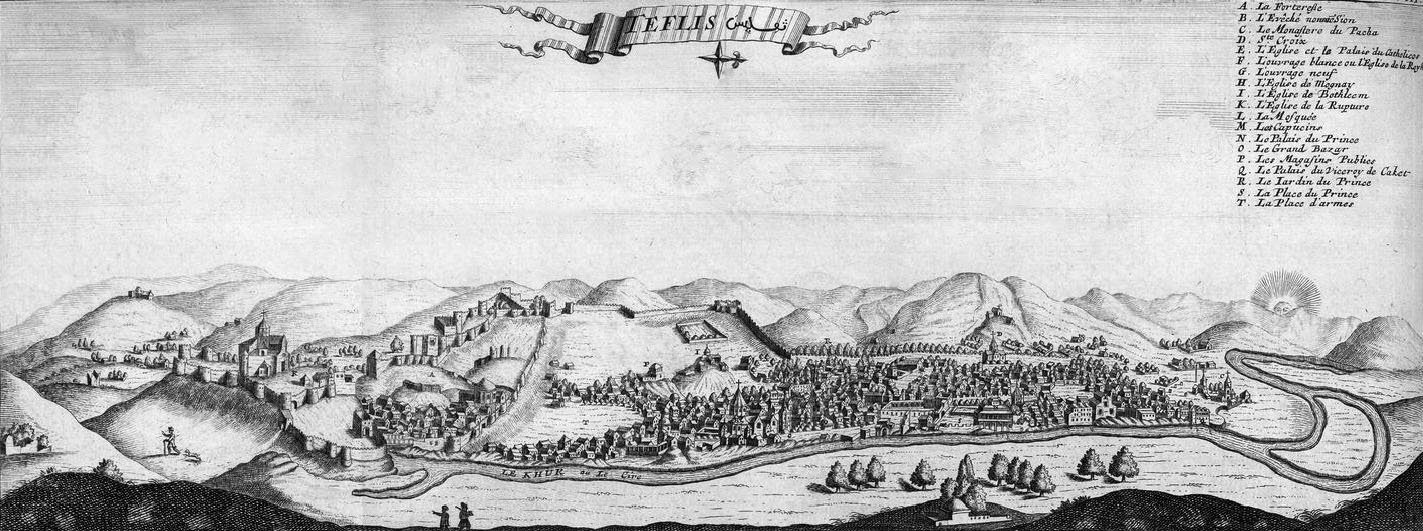
Tbilisi secondo il viaggiatore francese Jean Chardin, 1671

L'"età dell'oro" di Tbilisi non durò più di un secolo. Nel 1226, Tbilisi fu conquista dall'Impero corasmio di Shah Jalal ad-Din e le sue difese furono gravemente devastate dagli eserciti mongoli. Nel 1236, dopo aver subito schiaccianti sconfitte, la Georgia passò sotto il dominio mongolo. La nazione stessa mantenne una forma di semi-indipendenza e non perse la sua statualità, ma Tbilisi fu fortemente influenzata dai mongoli per il secolo successivo, da un punto di vista sia politico sia culturale. Nel 1320, i mongoli si ritirarono dalla Georgia e Tbilisi divenne nuovamente la capitale di uno stato georgiano indipendente. Un'epidemia di peste colpì la città nel 1366.
Dalla fine del XIV fino alla fine del XVIII secolo, Tbilisi cadde nuovamente sotto il dominio di vari invasori stranieri e in diverse occasioni fu completamente rasa al suolo. Nel 1386 fu invasa dagli eserciti di Tamerlano. Nel 1444 la città fu invasa e distrutta da Jahan Shah (lo scià della città di Tabriz in Persia). Dal 1477 al 1478 la città fu occupata dalla tribù Ak Koyunlu di Uzun Hassan.

### Controllo iraniano
Già nel 1510, Tbilisi (e i regni di Cartalia e Cachezia) divennero territori vassalli dell'Iran safavide. Nel 1522 Tbilisi fu presidiata per la prima volta da una grande forza safavide. Dopo la morte dello scià Ismail I (r. 1501-1524), il re Davide X di Cartalia espulse gli iraniani. Durante questo periodo, molte parti di Tbilisi furono ricostruite. Le quattro campagne militari del re Tahmasp I (r. 1524–1576) portarono alla rioccupazione di Kartli e Kakheti, e una forza safavide fu permanentemente di stanza a Tbilisi dal 1551 in poi. Con il Trattato di Amasya del 1555, e più saldamente dal 1614 al 1747, con brevi intervalli, Tbilisi fu un'importante città sotto il dominio iraniano e funzionava come sede dei re vassalli iraniani di Kartli che lo scià conferì con il titolo di vali. Sotto i successivi domini di Teimuraz II ed Eraclio II, Tbilisi divenne un vivace centro politico e culturale libero dal dominio straniero. Tuttavia i governanti della Georgia, timorosi della costante minaccia di invasione, cercarono la protezione russa nel Trattato di Georgievsk del 1783. Nonostante questo accordo, la città fu catturata e devastata nel 1795 dal sovrano iraniano Qajar Agha Mohammad Khan, che cercò di ristabilire la tradizionale sovranità dell'Iran sulla regione.

### Controllo russo

Stemma del governatorato di Tbilisi.

Nel 1801, l'impero russo annesse il regno georgiano di Cartalia-Cachezia (di cui Tbilisi era la capitale), cementando in seguito il suo dominio con il Trattato di Golestan del 1813, che pose fine al controllo iraniano della Georgia. Tbilisi divenne il centro del Governatorato di Tbilisi (Gubernija). Gli amministratori imperiali russi implementarono un nuovo piano urbano in stile europeo e commissionarono nuovi edifici in stili occidentali. Furono costruite strade e ferrovie per collegare Tbilisi ad altre importanti città dell'Impero russo, come Batumi e Poti. Nel 1850, Tbilisi emerse ancora una volta come un importante centro commerciale e culturale. Artisti e intellettuali del calibro di Ilia Ch'avch'avadze, Ak'ak'i Tsereteli, Mirzə Fətəli Axundov, Iakob Gogebashvili, Aleksandr Griboedov e molti altri statisti, poeti e artisti hanno tutti trovato la loro casa a Tbilisi. La città è stata visitata in numerose occasioni ed è stata oggetto di affetto di Alexander Puškin, Lev Tolstoj, Michail Lermontov, la famiglia Romanov e altri. La nuova arteria principale costruita sotto l'amministrazione russa era Viale Golovin (l'attuale viale Rustaveli), sulla quale i viceré del Caucaso stabilirono la loro residenza. Per gran parte del XIX secolo, il più grande gruppo etnico di Tbilisi era l'armeno, che a un certo punto costituiva il 74,3% della popolazione.

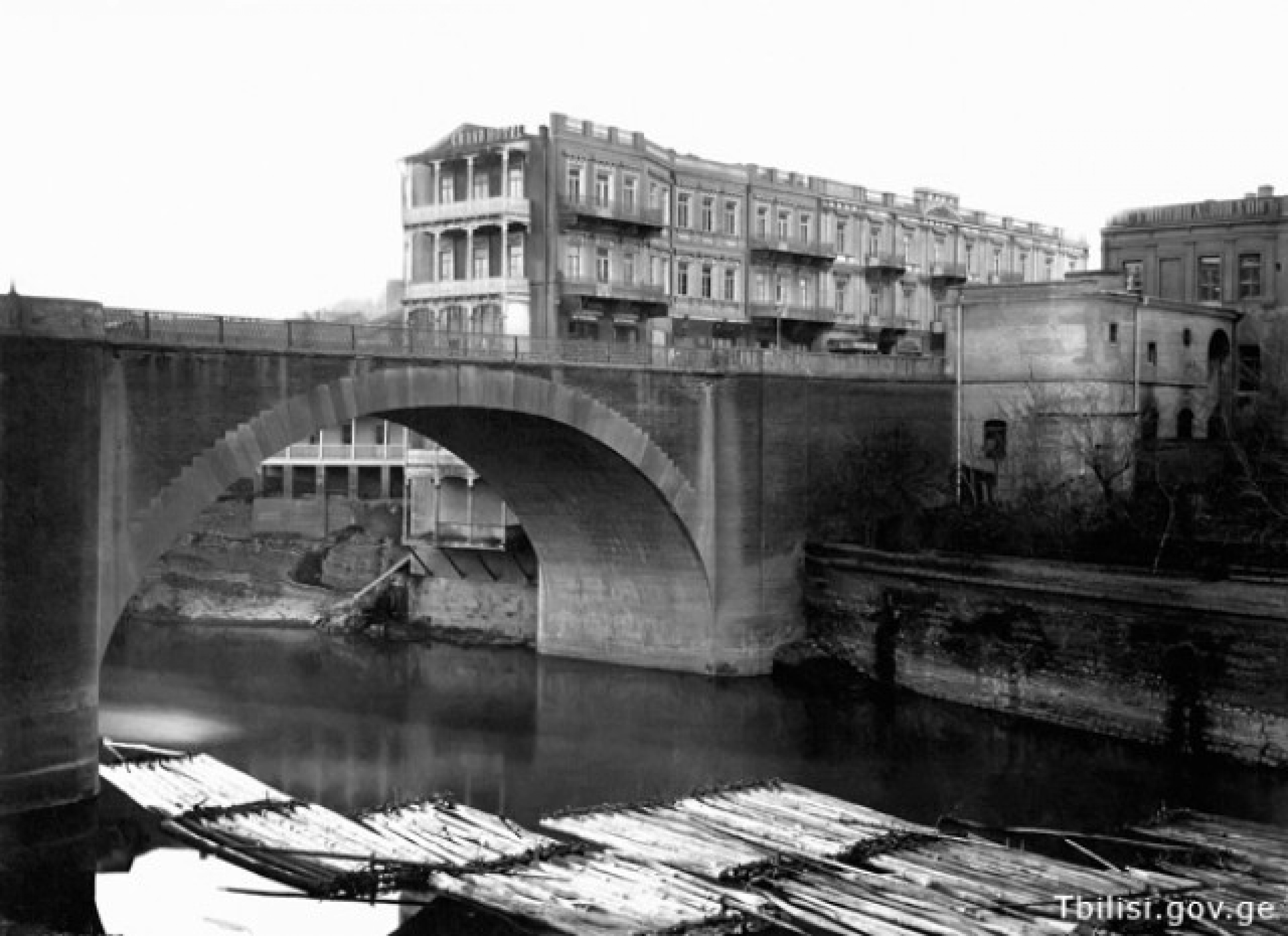
"Ponte Secco", costruito dall'architetto italiano Antonio Scudieri
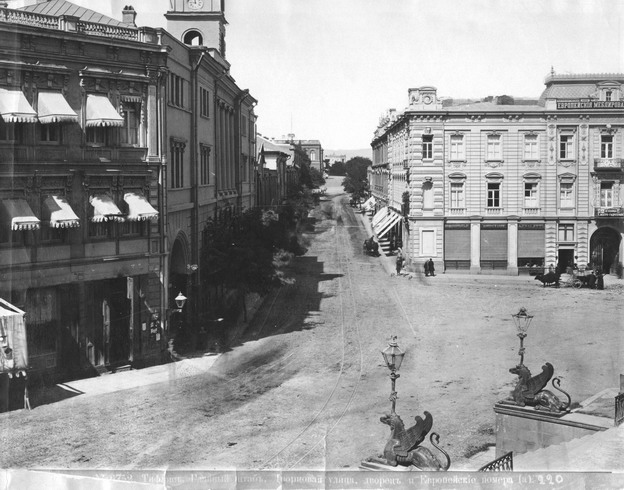
Vista su viale Golovin Avenue vista dall'attuale Piazza della Libertà.
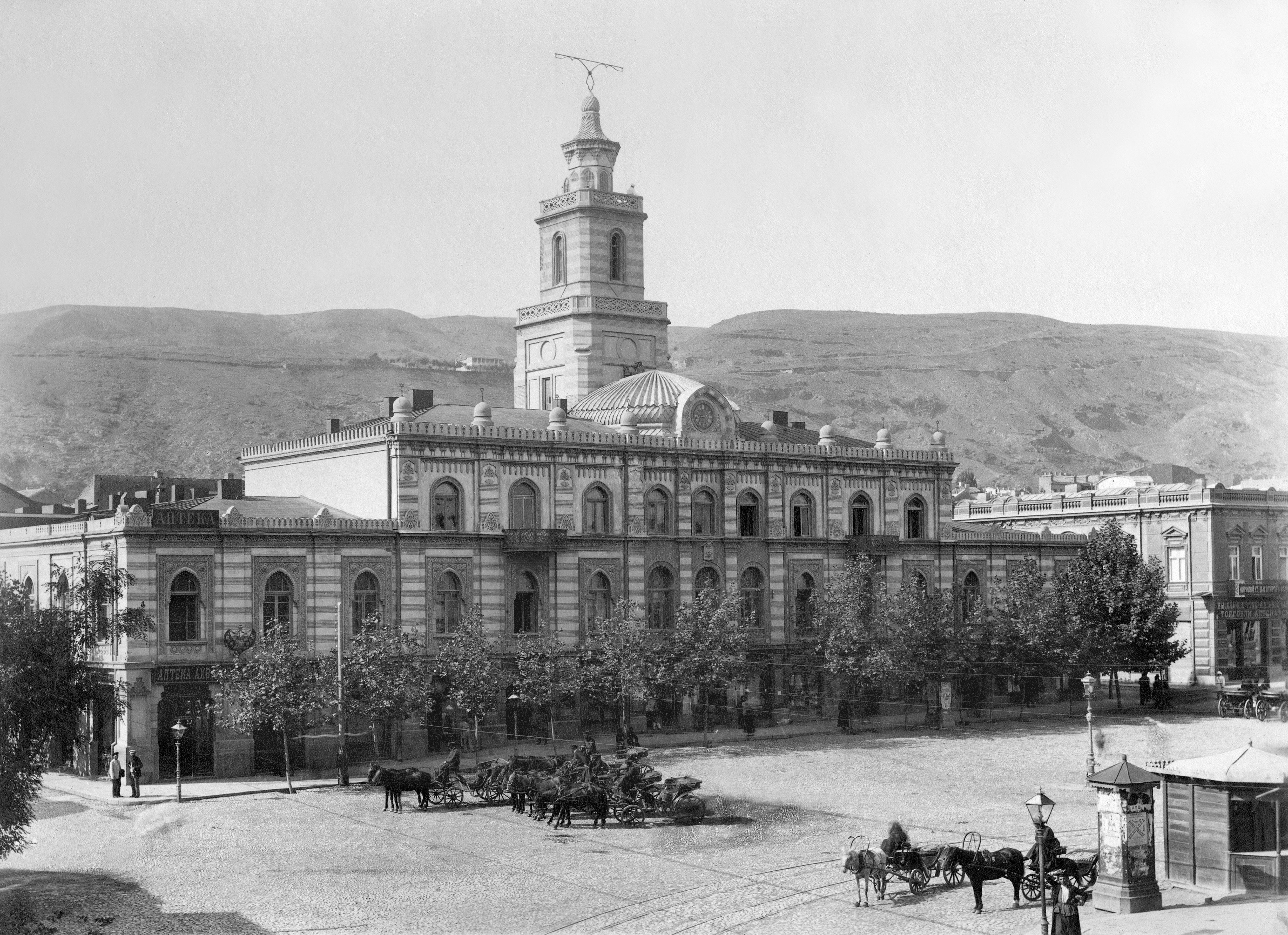
Costruzione del Municipio di Tbilisi
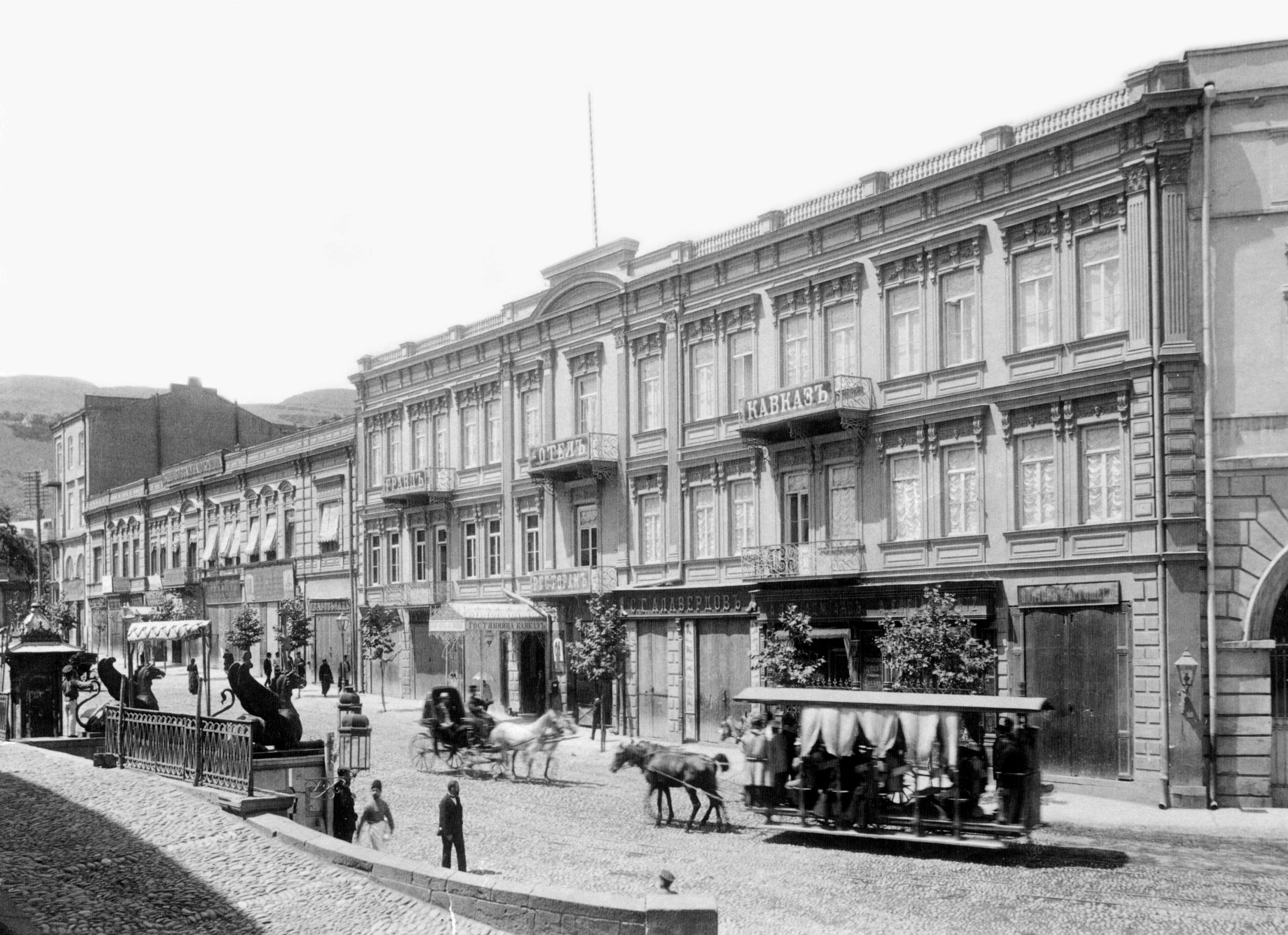
Grand Hotel "Kavkaz" in centro a Tbilisi, c 1900
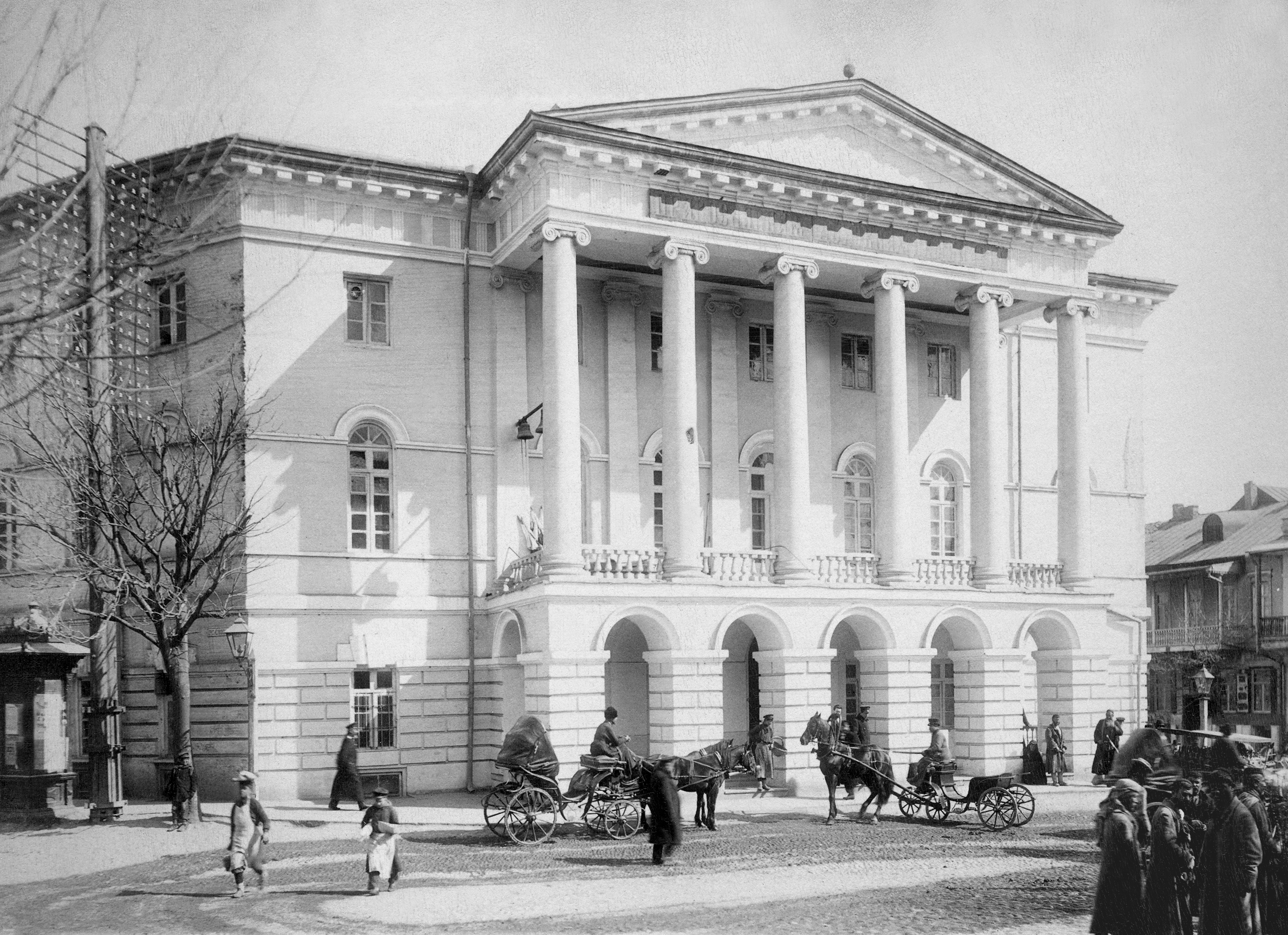
Edificio del Museo d'arte della Georgia, costruito alla fine degli anni 1830, foto del 1900 circa
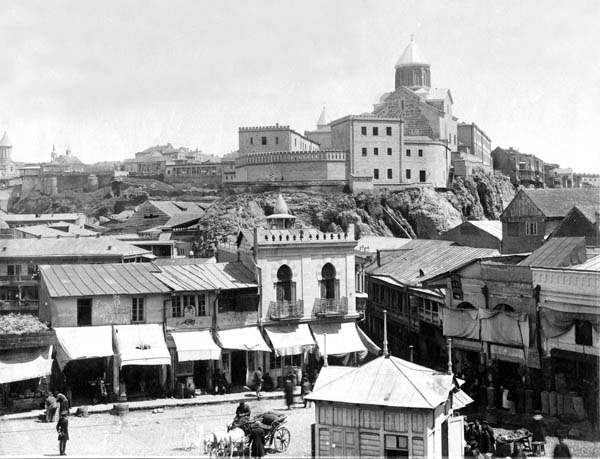
Bazar tataro e chiesa ortodossa Metekhi.
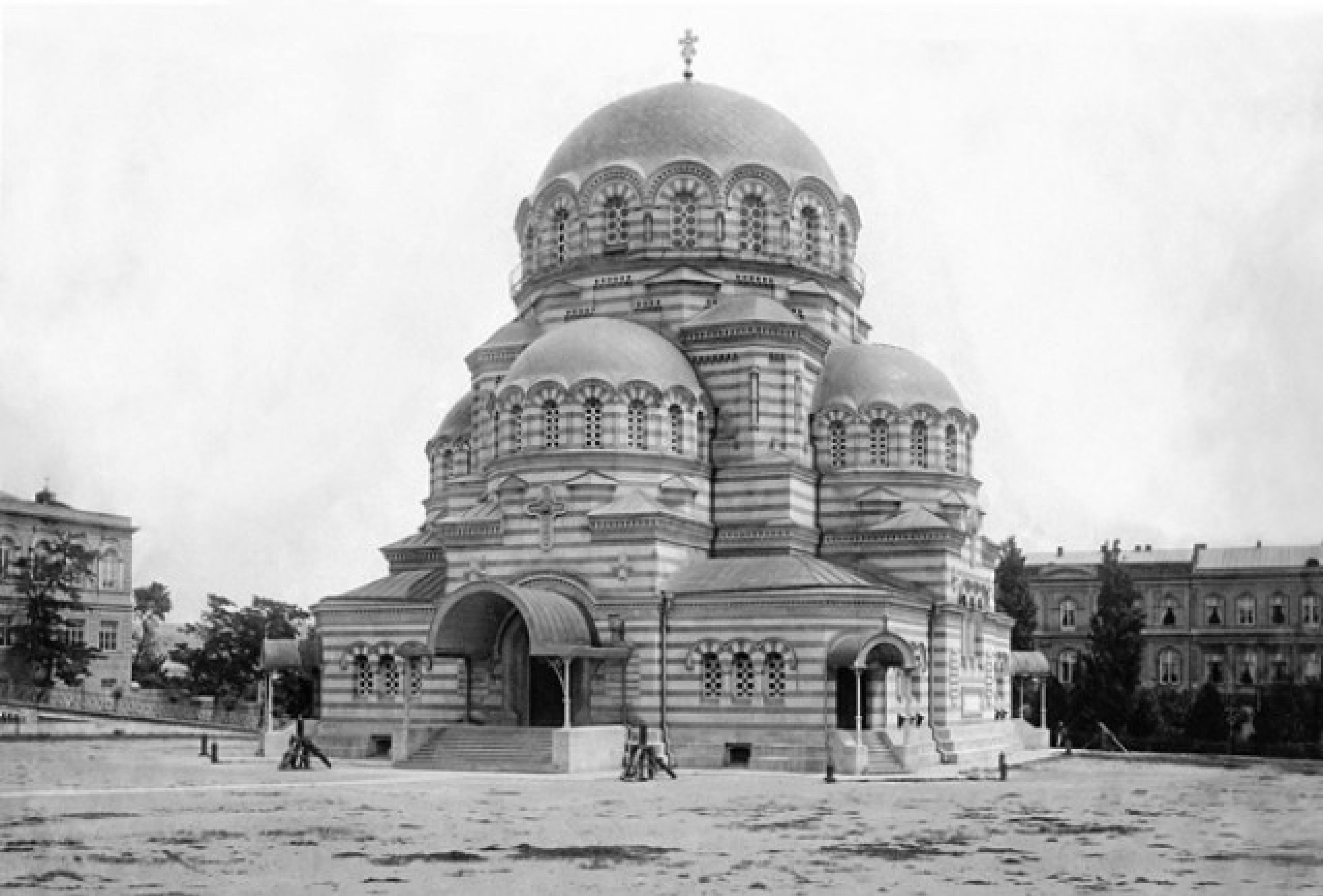
Cattedrale Aleksander Nevskij di Tbilisi, demolita dai sovietici per fare spazio al Palazzo del Parlamento.

### Breve indipendenza

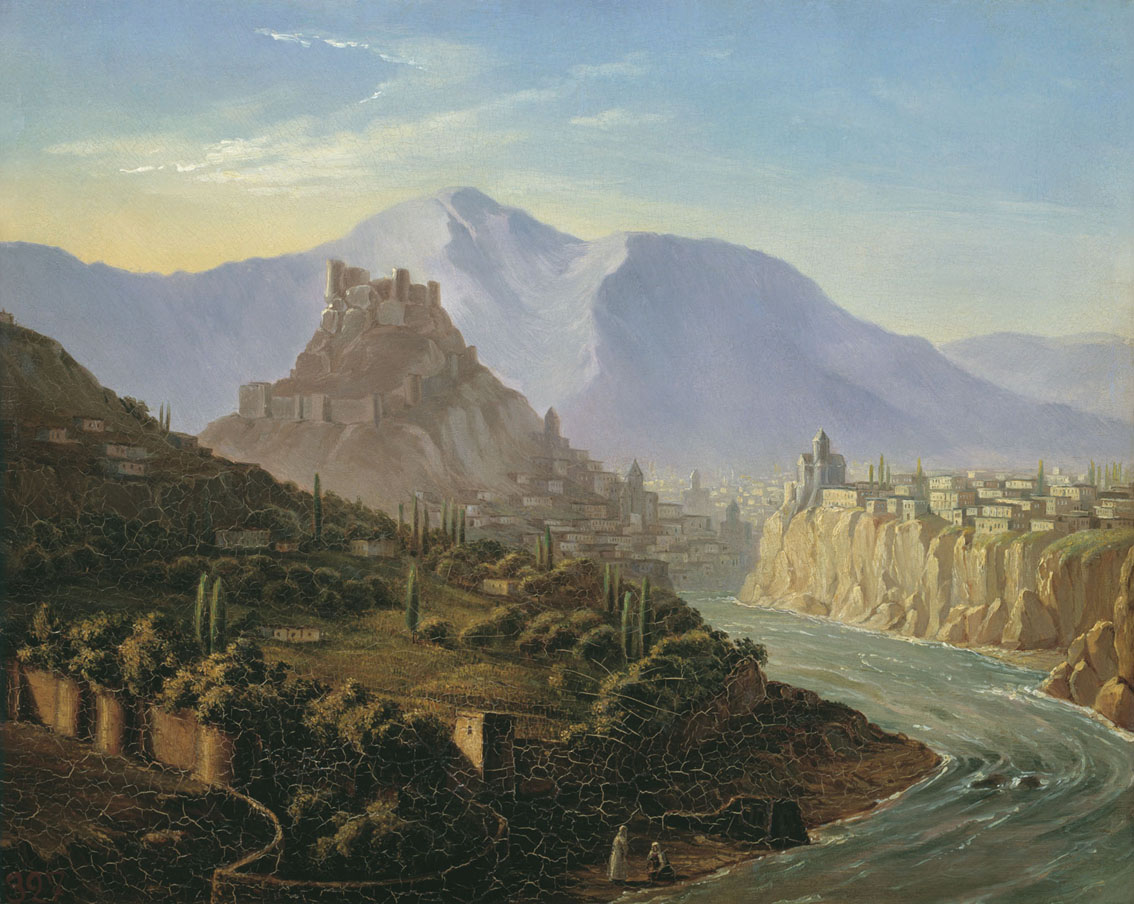
Tiflis, di Michail Jur'evič Lermontov, nel 1917.

Dopo la rivoluzione russa del 1917, la città fu sede del governo transcaucasico ad interim che istituì, nella primavera del 1918, la Federazione transcaucasica indipendente di breve durata con capitale a Tbilisi. A quel tempo, Tbilisi aveva all'incirca lo stesso numero di armeni e georgiani, con i russi che erano il terzo gruppo etnico più numeroso. Fu proprio a Tbilisi, nell'ex palazzo reale del Caucaso, che nei giorni dal 26 al 28 maggio 1918 fu dichiarata l'indipendenza delle tre nazioni transcaucasiche, Georgia, Armenia e Azerbaigian. Successivamente Tbilisi divenne capitale della Repubblica Democratica di Georgia fino al 25 febbraio 1921. Dal 1918 al 1919 la città fu anche sede di un quartier generale militare dapprima tedesco e in seguito britannico.
Sotto il governo nazionale, Tbilisi divenne la prima città universitaria caucasica a seguito della fondazione dell'Università statale di Tbilisi nel 1918. Il 25 febbraio 1921, l'11ª Armata Rossa russa bolscevica invase Tbilisi e dopo aspri combattimenti alla periferia della città, dichiarò il dominio sovietico.

### Dominio sovietico

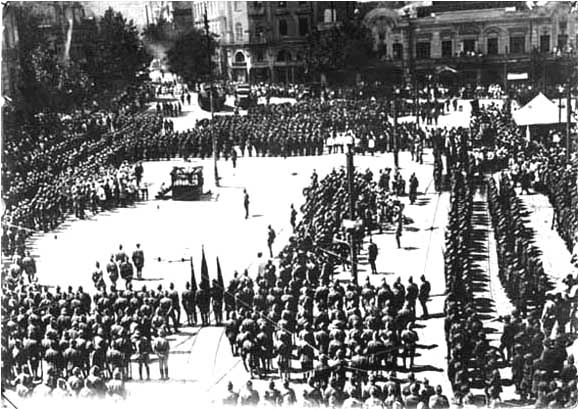
Ingresso dell'Armata Rossa a Tbilisi il 25 febbraio 1921.

Nel 1921 la Repubblica Democratica della Georgia fu occupata dalle forze bolsceviche sovietiche dalla Russia, e fino al 1936 Tbilisi funzionò prima come capitale della RSFR transcaucasica (che comprendeva Armenia, Azerbaigian e Georgia), e successivamente fino al 1991 come capitale della Repubblica Socialista Sovietica Georgiana. Durante il dominio sovietico, la popolazione di Tbilisi crebbe in modo significativo, la città divenne più industrializzata e divenne anche un importante centro politico, sociale e culturale dell'Unione Sovietica. Nel 1980 la città ha ospitato il primo festival rock autorizzato dallo stato in URSS. Essendo una delle principali destinazioni turistiche sia per i cittadini sovietici che per i visitatori stranieri, la "Città Vecchia" di Tbilisi (i quartieri all'interno delle mura della città originale) è stata ricostruita negli anni '70 e '80.
Tbilisi ha assistito a manifestazioni di massa anti-russe durante il 1956 nel massacro del 9 marzo, in segno di protesta contro le politiche anti-Stalin di Nikita Chruščëv. Proteste pacifiche si sono verificate nel 1978 e nel 1989 la tragedia del 9 aprile è stata una protesta pacifica sfociata nella violenza.

### Post-indipendenza
Dopo la dissoluzione dell'Unione Sovietica, Tbilisi ha vissuto periodi di significativa instabilità e turbolenze. Dopo una breve guerra civile, che la città ha sopportato per due settimane dal dicembre 1991 al gennaio 1992 (quando si sono scontrate le forze pro-Gamsakhurdia e dell'opposizione), Tbilisi è diventata teatro di frequenti scontri armati tra vari clan mafiosi e operatori economici illegali.
Anche durante l'era Shevardnadze (1993-2003), il crimine e la corruzione divennero dilaganti alla maggior parte dei livelli della società. Molti segmenti della società si sono impoveriti a causa della disoccupazione causata dal crollo dell'economia. I cittadini della classe media di Tbilisi hanno iniziato a diventare sempre più disillusi dalla qualità della vita esistente in città (e nella nazione in generale). Proteste di massa hanno avuto luogo nel novembre 2003, dopo che brogli per le elezioni parlamentari causarono la discesa in piazza di più di 100.000 persone nella cosiddetta rivoluzione delle rose.
Dal 2003 Tbilisi ha sperimentato una stabilità notevolmente maggiore con tassi di criminalità in diminuzione, un'economia migliorata e un boom immobiliare. Durante la guerra dell'Ossezia del Sud del 2008, l'area di Tbilisi fu colpita da numerosi attacchi aerei russi. Dopo la guerra, furono avviati diversi progetti su larga scala, tra cui un sistema tramviario, una tangenziale ferroviaria, il trasferimento della stazione centrale e nuove autostrade urbane. Nel giugno 2015, un'alluvione ha ucciso almeno venti persone e ha provocato la fuga nelle strade degli animali dello zoo della città.

## Geografia

### Posizione

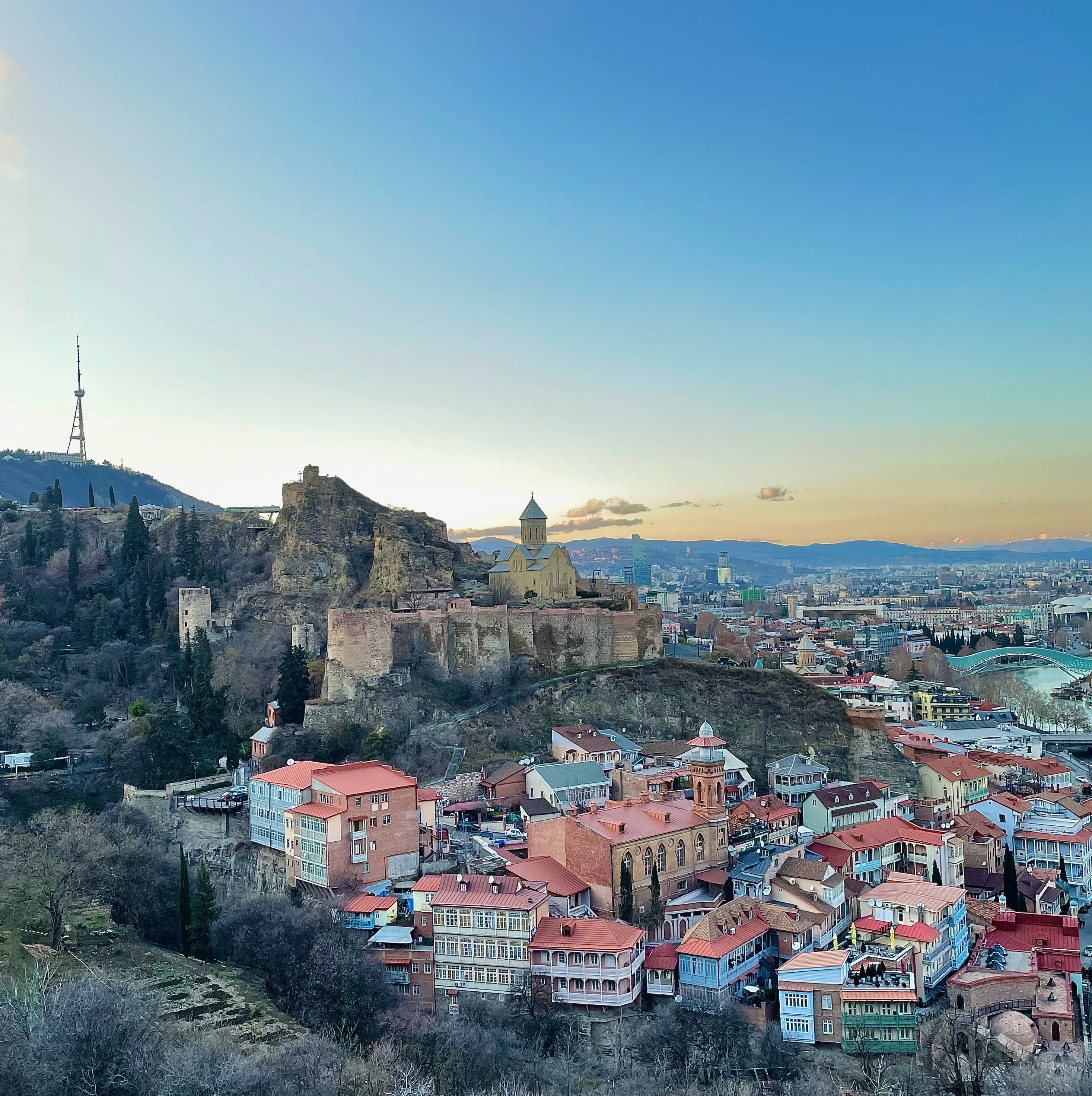
Città vecchia di Tbilisi.

Tbilisi si trova nel Caucaso meridionale alle coordinate generali 41° 43' di latitudine nord e 44° 47' di longitudine est. La città si trova nella Georgia orientale su entrambe le rive del fiume Kura (conosciuto localmente come Mtkvari). L'elevazione della città varia da 380-770 metri sul livello del mare e ha la forma di un anfiteatro circondato da montagne su tre lati. A nord, Tbilisi è delimitata dalla Catena del Saguramo, a est e sud-est dalla Pianura Iori, a sud e ovest da varie terminazioni (sotto-sezioni) della Catena di Trialeti.
Il rilievo di Tbilisi è complesso. La parte della città che si trova sulla riva sinistra del fiume Mt'k'vari si estende per più di 30 km dal distretto di Avchala al fiume Lochini. La parte della città che si trova sul lato destro del fiume Mtkvari, d'altra parte, è costruita lungo i piedi della catena montuosa di Trialeti, le cui pendici in molti casi scendono fino ai bordi del fiume Mtkvari. Le montagne, quindi, sono una barriera significativa allo sviluppo urbano sulla riva destra del fiume Mtkvari. Questo tipo di ambiente geografico crea sacche di aree molto densamente sviluppate mentre altre parti della città sono lasciate sottosviluppate a causa del complesso rilievo topografico.
A nord della città, c'è un grande serbatoio (comunemente noto come il mare di Tbilisi) alimentato da canali di irrigazione.

### Clima

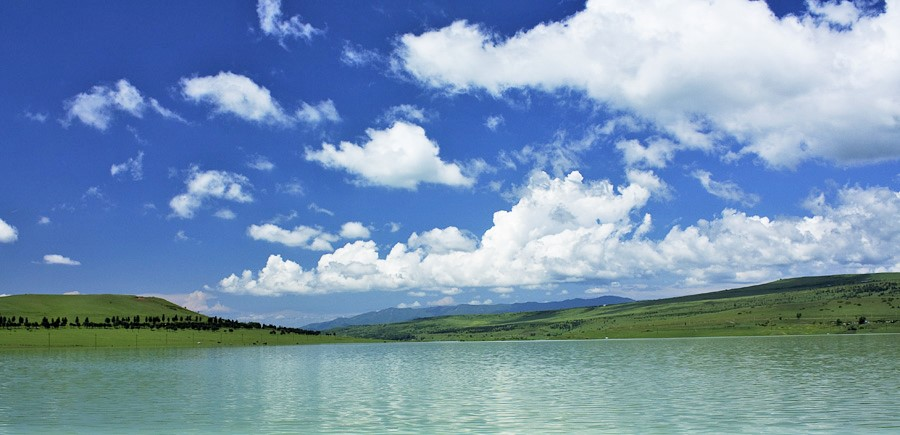
Il mare di Tbilisi è il più grande specchio d'acqua di Tbilisi.

Tbilisi ha un clima subtropicale umido (classificazione climatica Köppen: Cfa) con notevoli influenze continentali e semi-aride. La città vive estati calde e umide e inverni moderatamente freddi. Come altre regioni della Georgia, Tbilisi riceve piogge significative durante tutto l'anno senza un periodo distinto di siccità. Il clima della città è influenzato sia dalle masse d'aria secca (Asia centrale/Siberiana) da est che dalle masse d'aria oceaniche (Atlantico/Mar Nero) da ovest. Poiché la città è delimitata sulla maggior parte dei lati da catene montuose, e vicina a grandi specchi d'acqua (Mar Nero e Mar Caspio) e alla catena montuosa del Gran Caucaso (più a nord) blocca l'intrusione di masse d'aria fredda dalla Russia, presenta un microclima relativamente mite rispetto ad altre città che possiedono un clima simile lungo le stesse latitudini.

La temperatura media annuale a Tbilisi è di 13,3 °C. Gennaio è il mese più freddo con una temperatura media di 2,3 °C. Luglio è il mese più caldo con una temperatura media di 24,9 °C. Le alte temperature diurne raggiungono o superano i 32 °C in media di 22 giorni durante un anno tipico. La temperatura minima assoluta registrata è -24,4 °C nel gennaio 1883 e il massimo assoluto è 42,0 °C il 17 luglio 1882. La precipitazione annuale media è di 495,5 mm. Maggio è il mese più piovoso (con una media di 77,6 mm (3,1 pollici) di precipitazioni) mentre gennaio è il più secco (con una media di 18,9 mm di precipitazioni). La neve cade in media 15-25 giorni all'anno. Le montagne circostanti spesso intrappolano le nuvole all'interno e intorno alla città, principalmente durante i mesi primaverili e autunnali, con conseguenti piogge prolungate e/o tempo nuvoloso. I venti da nord-ovest dominano nella maggior parte delle parti di Tbilisi durante tutto l'anno. Anche i venti da sud-est sono comuni.
| Tbilisi             | Mesi | Mesi | Mesi | Mesi | Mesi | Mesi | Mesi | Mesi | Mesi | Mesi | Mesi | Mesi | Stagioni | Stagioni | Stagioni | Stagioni | Anno |
| Tbilisi             | Gen  | Feb  | Mar  | Apr  | Mag  | Giu  | Lug  | Ago  | Set  | Ott  | Nov  | Dic  | Inv      | Pri      | Est      | Aut      | Anno |
| ------------------- | ---- | ---- | ---- | ---- | ---- | ---- | ---- | ---- | ---- | ---- | ---- | ---- | -------- | -------- | -------- | -------- | ---- |
| T. max. media (°C)  | 5,9  | 7,7  | 11,7 | 18,8 | 24,1 | 27,9 | 31,1 | 30,9 | 26,2 | 19,7 | 12,8 | 7,6  | 7,1      | 18,2     | 30,0     | 19,6     | 18,7 |
| T. min. media (°C)  | −2,8 | −1,4 | 1,5  | 6,8  | 11,8 | 15,7 | 19,0 | 18,6 | 14,5 | 8,6  | 3,6  | −0,9 | −1,7     | 6,7      | 17,8     | 8,9      | 7,9  |
| Precipitazioni (mm) | 22   | 25   | 34   | 46   | 80   | 70   | 46   | 42   | 40   | 44   | 38   | 23   | 70       | 160      | 158      | 122      | 510  |

## Politica
Lo statuto di Tbilisi, come capitale della nazione, è definito dall'articolo 10 della Costituzione della Georgia (1995) e dalla Legge sulla capitale della Georgia - Tbilisi (20 febbraio 1998).
Tbilisi è governata dall'Assemblea della città di Tbilisi (Sakrebulo) e dal municipio di Tbilisi (Meria). L'Assemblea comunale e il sindaco vengono eletti una volta ogni quattro anni mediante elezioni dirette.
Amministrativamente, la città è divisa in raion (distretti), che hanno le proprie unità di governo centrale e locale con giurisdizione su un ambito limitato di affari. Questa suddivisione è stata stabilita sotto il dominio sovietico negli anni '30, in seguito alla suddivisione generale dell'Unione Sovietica. Da quando la Georgia ha riacquistato l'indipendenza, il sistema del raion è stato modificato e ridefinito.
La maggior parte dei raion prende il nome dai quartieri storici della città. I cittadini di Tbilisi riconoscono ampiamente un sistema informale di quartieri storici più piccoli. Tali quartieri sono diversi, tuttavia, e costituiscono una sorta di gerarchia, poiché la maggior parte di essi ha perso i propri limiti topografici distintivi. Il primo livello naturale di suddivisione della città è la riva destra e la riva sinistra del Monte'k'vari. I nomi dei quartieri più antichi risalgono all'alto medioevo e talvolta presentano un grande interesse linguistico. I più recenti sviluppi integrali portano principalmente nomi di marketing residenziale.
Nella Tiflis prima della Rivoluzione, il quartiere georgiano era confinato nella parte sud-orientale della città-

### Sindaci di Tbilisi dal 1991
- Tamaz Vashadze (1991-1992)
- Otar Litanishvili (1992-1993)
- K'onst'ant'ine Gabashvili (1993)
- Nik'oloz Lek'ishvili (1993-1995)
- Badri Shoshit'aishvili (1995-1998)
- Ivane Zodelava (1998-2004)
- Zurab Ch'iaberashvili (2004-2005)
- Giorgi Ugulava (2005-2013)
- Sevdia Ugrekhelidze (facente funzioni, 2013-2014)
- Davit Narmania (2014-2017)
- K'akhaber K'aladze (dal 2017)

## Amministrazione

### Gemellaggi
- Bristol, dal 1988[34]
- Saarbrücken, dal 1975[35]
- Nantes, dal 1979[35]
- Lubiana, dal 1979[35]
- Innsbruck, dal 1982[35]
- Atlanta, dal 1987[35]
- Palermo, dal 1987[35]
- Bilbao, dal 1989[35]
- Kiev, dal 1999[35]
- Astana, dal 2005[35]
- Erevan[36]
- Lagos

## Evoluzione demografica

### Popolazione
In quanto città multiculturale, Tbilisi ospita più di 100 gruppi etnici. Circa l'89% della popolazione è composta da georgiani, con popolazioni significative di altri gruppi etnici come armeni, russi e azeri. Insieme ai gruppi sopra menzionati, Tbilisi ospita altri gruppi etnici tra cui osseti, abcasi, ucraini, greci, tedeschi, ebrei, estoni, curdi, assiri e yazidi e altri.

## Società

### Religione
Più del 95% degli abitanti di Tbilisi pratica una qualche forma di cristianesimo; la confessione predominante è la Chiesa ortodossa georgiana. Anche la Chiesa ortodossa russa, che è in piena comunione con la Chiesa ortodossa georgiana, e la Chiesa apostolica armena hanno seguiti significativi. Una minoranza della popolazione (circa l'1,5%) pratica l'Islam (principalmente nella corrente sciita), mentre circa lo 0,1% della popolazione di Tbilisi pratica l'ebraismo. Sono presenti anche una chiesa cattolica romana e il tempio yazida Sultan Ezid.

## Architettura

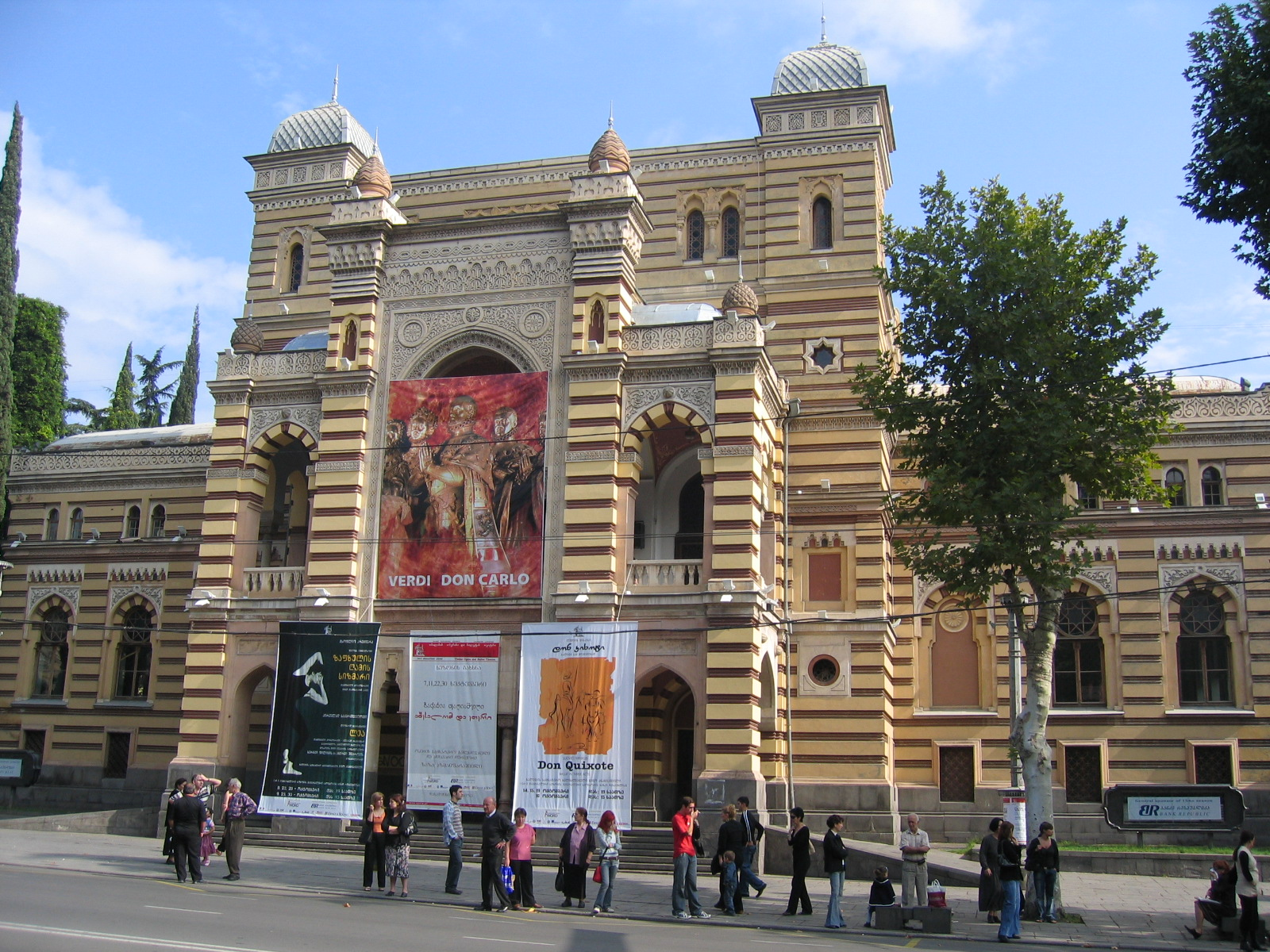
Opera

L'architettura della città è una miscela di stile locale (georgiano) e bizantino, neoclassico, art nouveau, beaux-arts, mediorientale e moderno-sovietico. Pochissimi edifici sono sopravvissuti alla distruzione della città nel 1795, e pertanto la maggior parte degli edifici storici di Tbilisi risalgono al periodo imperiale russo (1801-1917). Le parti più antiche della città (Kala, Abanotubani, Avlabari) furono in gran parte ricostruite sui loro piani stradali medievali, e alcune vecchie case furono persino ricostruite su fondamenta molto più antiche. Le aree del centro di Tbilisi che sono state sviluppate secondo un piano in stile europeo dalle autorità russe (Sololaki, viale Rustaveli, Vera, ecc.) hanno un aspetto occidentale, con un miscuglio di stili popolari in Europa all'epoca: beaux arts, Orientalista e vari stili di revival del periodo.
Tbilisi è particolarmente degna di nota per la sua abbondanza di edifici e dettagli in stile art nouveau (comuni a Sololaki e Chughureti), che fiorirono dalla metà del 1890 fino alla fine del dominio russo. L'art nouveau fu decretato come "borghese" dalle autorità comuniste, che introdussero l'architettura moderna sperimentale. L'architettura stalinista più conservatrice e storicamente influenzata in Georgia è incarnata dall'edificio del 1938 dell'Istituto Marx-Engels-Lenin ("Imeli"), che oggi ospita il Biltmore Hotel Tbilisi.
L'architettura del dopoguerra di Tbilisi è simile al marchio del modernismo della metà del secolo che si trova in tutta l'Unione Sovietica. La città si espanse notevolmente in risposta a una crisi abitativa dopo la seconda guerra mondiale. In pochi decenni interi quartieri (Saburtalo, Dighomi) sono comparsi alla periferia della città, costruiti con i progressi della tecnologia di produzione di massa. Gli architetti georgiani hanno prodotto alcune delle realizzazioni architettoniche più interessanti dell'Unione Sovietica, tra cui il Ministero delle strade di Tbilisi del 1975 e il Palazzo dei matrimoni del 1984. Dal crollo dell'Unione Sovietica, il paesaggio urbano è in gran parte caratterizzato da costruzioni non regolamentate. Dal 2004, il governo della città ha intrapreso iniziative per frenare i progetti di costruzione incontrollati con risultati altalenanti. Presto Tbilisi avrà tre complessi di grattacieli. Le Torri dell'Asse, Redix Ch'avch'avadze 64 e il nuovo Ajara Hotel / Business Complex, attualmente in costruzione, che saranno gli edifici/grattacieli più alti del Caucaso.
Tbilisi conta al suo interno la sede delle seguenti istituzioni:
- Accademia Georgiana delle Scienze
- Università di Stato di Tbilisi
- Università Medica della Georgia
- Università Agraria della Georgia
- Università Tecnica della Georgia
- Università Pedagogica di Stato di Tbilisi
- Conservatorio di Stato di Tbilisi
- Banca Nazionale della Georgia
- Biblioteca nazionale parlamentare della Georgia

## Turismo
La crescente popolarità della Georgia come destinazione turistica internazionale ha messo Tbilisi sulla mappa dei viaggi globali. Con il paese che ospita oltre 9 milioni di visitatori internazionali nel 2019, la capitale ha visto importanti investimenti nel settore turistico. Tbilisi è la principale destinazione turistica della regione, che offre splendidi paesaggi urbani, Art Déco, architettura russa, orientale e sovietica, musei e gallerie nazionali, attrazioni culturali, festival, monumenti storici e un'eccezionale cucina tradizionale georgiana insieme a una vasta gamma di piatti internazionali. ristoranti. La città è conosciuta, per la sua storia complicata, come un crogiolo di culture, una metropoli diversificata di attrazioni.

### Principali attrazioni
Tbilisi ha importanti punti di riferimento e luoghi turistici. Gli edifici del Parlamento e del governo (Cancelleria di Stato) della Georgia, la Corte Suprema della Georgia, la Cattedrale di Sameba, il Palazzo Vorontsov (noto oggi anche come Palazzo dei bambini), la Biblioteca pubblica nazionale del Parlamento della Georgia, la Banca nazionale della Georgia, il Circo di Tbilisi, il Ponte della Pace e molti musei statali si trovano a Tbilisi. Durante il periodo sovietico, Tbilisi si classificò continuamente tra le prime quattro città dell'Unione Sovietica per numero di musei.
Tra i monumenti storici della città, i più notevoli sono la fortezza di Narikala (IV-XVII secolo), la Basilica di Anchiskhati (VI secolo, costruita nel XVI secolo), la Cattedrale Sioni (VIII secolo, successivamente ricostruita) e la Chiesa di Metekhi, il Museo etnografico all'aperto, i bagni termali e la città vecchia di Tbilisi. Non lontano dalla città vecchia si trova anche un antico tempio del fuoco.

### Vita notturna
Oltre alle attrazioni tradizionali, Tbilisi ha sviluppato una fiorente cultura dei locali notturni che ha iniziato ad attirare l'attenzione dei media internazionali negli anni 2010. I club più importanti come Bassiani, Mtkvarze, Khidi e Café Gallery hanno ospitato importanti DJ internazionali e artisti locali.

## Economia
Con un PIL ai prezzi di base di 12.147 milioni di lari georgiani (4,3 miliardi di euro) nel 2014, Tbilisi è il centro economico del paese, generando quasi il 50% del PIL della Georgia. Il settore dei servizi, compresi i servizi governativi, domina e contribuisce per l'88% al PIL. Il suo PIL pro capite di 10.336 lari georgiani (3.600 euro) supera la media nazionale di oltre il 50%. Il settore dei servizi stesso è dominato dal settore del commercio all'ingrosso e al dettaglio, riflettendo il ruolo di Tbilisi come hub di transito e logistico per il paese e il Caucaso meridionale. Il settore manifatturiero contribuisce solo al 12% al PIL di Tbilisi, ma è molto più grande, per occupazione e valore aggiunto totale, rispetto ai settori manifatturieri in qualsiasi altra regione della Georgia. Tbilisi è inoltre un polo industriale (meccaniche, tessili, alimentari, distillerie) e delle comunicazioni.

## Infrastrutture e trasporti
Il sistema di trasporto pubblico e le relative infrastrutture a Tbilisi sono gestite principalmente dall'Agenzia per i trasporti e lo sviluppo urbano.La città è dotata di un aeroporto internazionale ed è al centro delle arterie stradali e ferroviarie nazionali.

### Aeroporti
L'aeroporto Shota Rustaveli Tbilisi è l'unico aeroporto internazionale di Tbilisi, situato a circa 18 chilometri a sud-est del centro città. Gestendo 3,69 milioni di passeggeri nel 2019, è l'aeroporto più trafficato della Georgia e il diciassettesimo aeroporto più trafficato dell'ex Unione Sovietica. L'aeroporto è cresciuto rapidamente negli ultimi dieci anni, gestendo oltre 3,56 milioni di passeggeri in 11 mesi del 2018. È un hub per la compagnia nazionale Georgian Airways e di una start-up georgiano-cinese Myway Airlines. Vari vettori internazionali servono rotte verso i principali hub europei e asiatici, come: Londra, Monaco, Berlino, Amsterdam, Dubai, Bruxelles, Milano, Vienna, Parigi, Doha ecc. Il vettore ultra low cost irlandese Ryanair ha iniziato ad operare dall'aeroporto nel 2019.
L'aeroporto internazionale di Tbilisi nel 2016 ha iniziato a utilizzare l'energia solare ed è diventato il primo "aeroporto verde" nella regione del Caucaso nel 2008.
Natakhtari, situato a 33 km a nord di Tbilisi nella città di Natakhtari, è un aeroporto nazionale che serve la capitale sulle rotte per Batumi, Mest'ia e Ambrolauri.

### Metro
Tbilisi conta, a livello urbano, una rete metropolitana. Ogni giorno vengono effettuati più di 400.000 viaggi sul sistema. Era il quarto sistema metropolitano dell'Unione Sovietica. La costruzione iniziò nel 1952 e terminò nel 1966. Il sistema gestisce due linee, la linea Akhmeteli-Varketili e la linea Saburtalo. Dispone di 23 stazioni e 186 vagoni della metropolitana. La maggior parte delle stazioni, caratteristiche dei sistemi metropolitani di costruzione sovietica, sono decorate in modo stravagante. I treni circolano dalle 6:00 alla mezzanotte. A causa del terreno irregolare, le linee ferroviarie corrono fuori terra in alcune aree. Due delle stazioni sono fuori terra.
La terza linea in superficie è prevista per collegare il centro di Tbilisi con la periferia e l'aeroporto internazionale di Tbilisi con una possibile estensione a Rustavi, 30 km a est della città. La metro è composta da 3 linee:
- Linea 1 (rossa) "Gldani-Varketili" (Ahmetelis Teatri-Varketili)
- Linea 2 (verde) "Saburtalo" (Važa Pshavela-Vagzlis Moedani) con un breve tratto in costruzione fra Važa Pshavela ed Universiteti
- Linea 3 (azzurra) in costruzione nella tratta Rustaveli-Vazisubani, in progettazione dalla zona nord della città a Rustaveli.

### Tram
Tbilisi aveva una rete di tram, dal 1883 a partire da tram guidati da cavalli e dal 25 dicembre 1904 tram elettrico. Quando l'Unione Sovietica si è disintegrata, il trasporto elettrico è andato in uno stato di degrado nel corso degli anni e alla fine l'unica linea di tram rimasta è stata chiusa il 4 dicembre 2006 insieme a due linee di filobus che erano rimaste. Ci sono piani per costruire una moderna rete di tram.

### Ferrovie
Tbilisi è l'incrocio più trafficato dei servizi delle ferrovie georgiane, centrato principalmente all'interno della stazione ferroviaria centrale di Tbilisi. Da lì, l'operatore ferroviario nazionale offre servizi interurbani per Batumi, Zugdidi, Poti, Ozurgeti, Kutaisi e altre grandi città, oltre a diversi servizi ferroviari suburbani. Inoltre, è presente un treno internazionale notturno ogni 2 giorni per Erevan, capitale della confinante Armenia.
La città è interessata da ferrovie internazionali quali la ferrovia Baku-Tbilisi-Kars, inaugurata nel 2017, e la ferrovia Kars-Gyumri-Tbilisi, attiva solo nella tratta Gyumri-Tbilisi.

### Bus
La rete di autobus di Tbilisi costituisce una spina dorsale cruciale del sistema di transito della città. Per quasi un decennio, fino a 700 autobus obsoleti di varie dimensioni hanno servito la città, la maggior parte dei quali erano modelli ucraini Bogdan A144 e A092. Al giorno d'oggi la città dispone di una vasta rete di autobus municipali, compreso un numero crescente di servizi di autobus notturni. Nell'agosto 2020, il sindaco di Tbilisi Kakha Kaladze ha annunciato importanti cambiamenti nel sistema di trasporto pubblico esistente. In particolare, la città introdurrà nel prossimo futuro 10 corridoi di transito rapido di autobus, serviti da grandi autobus lunghi 18 metri, che operano con intervalli significativamente più brevi. Questi servizi sono denominati linee TBT (Tbilisi Bus Transit) con numeri indicizzati da 300 a 310. Oltre alle linee TBT, il nuovo sistema comprende 44 linee urbane e 185 linee locali, per un totale di oltre 240 linee di autobus all'interno della città.
La riorganizzazione iniziale della rete degli autobus è iniziata nel 2016 quando l'allora sindaco di Tbilisi Davit Narmania ha avviato un ambizioso progetto nel tentativo di rinnovare la rete obsoleta.

### Piste ciclabili

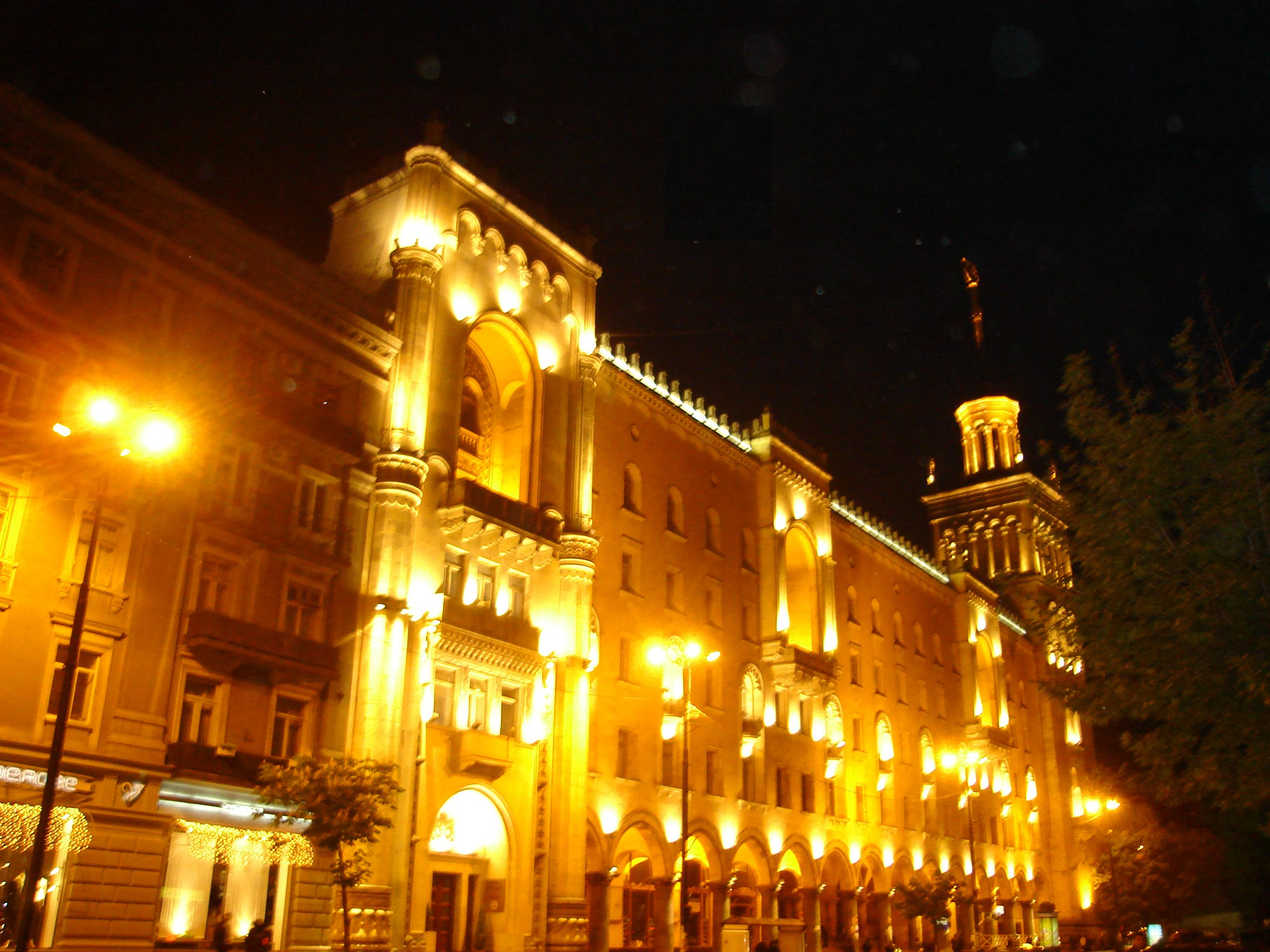
Accademia delle scienze

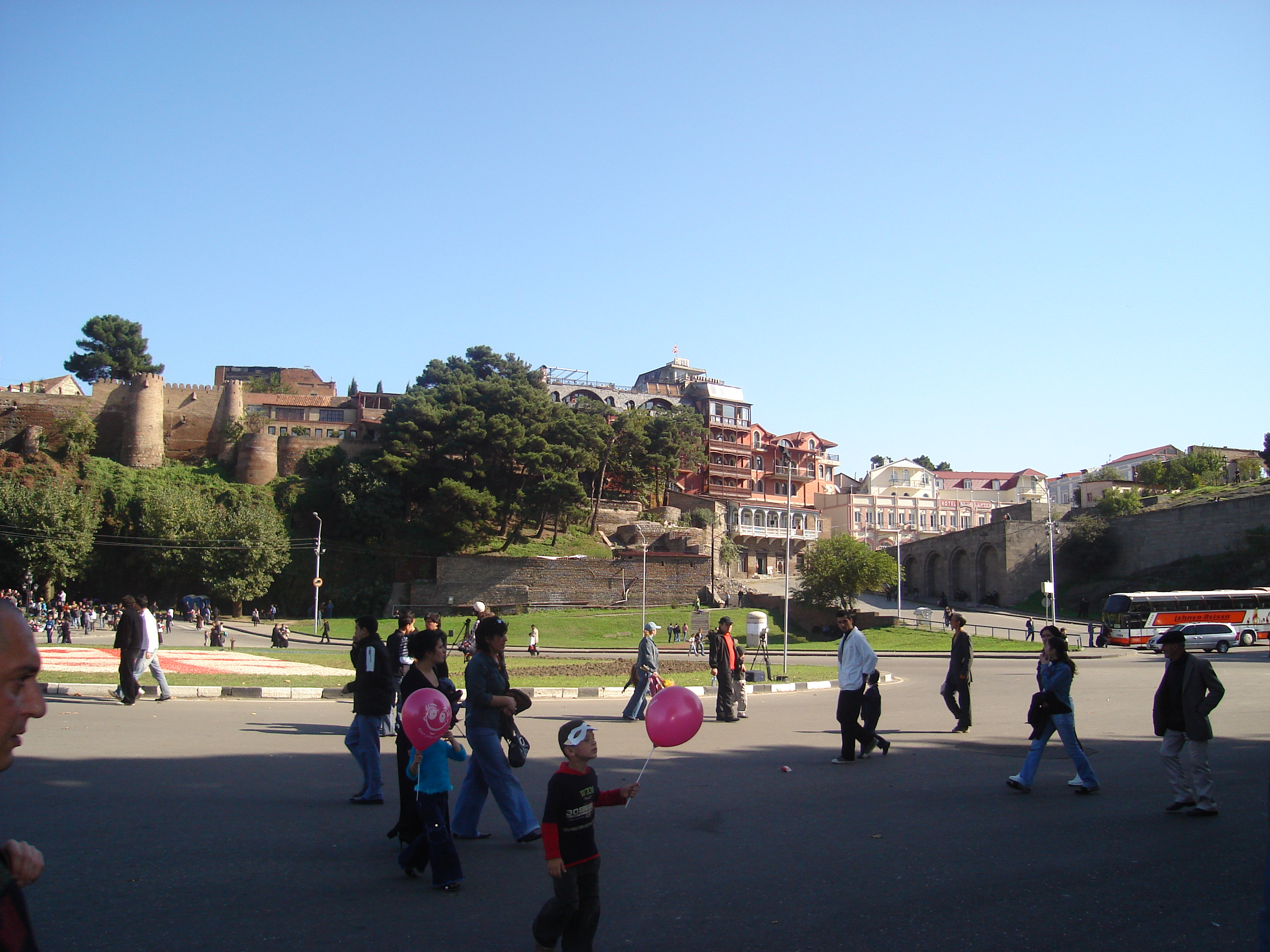
Piazza Europa

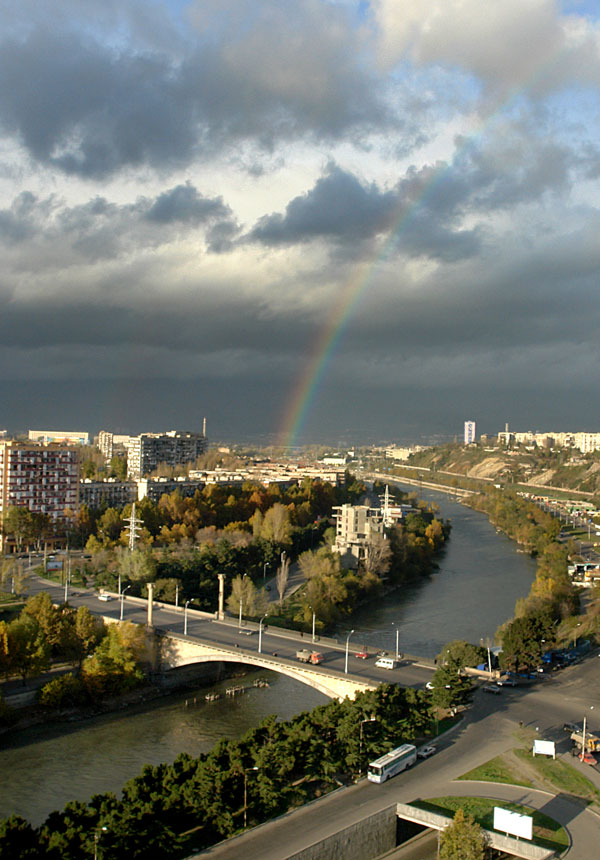
Panorama con arcobaleno

Il ciclismo è diventato sempre più popolare tra i residenti di Tbilisi negli ultimi anni. Per decenni, questo mezzo di trasporto verde è stato considerato inadatto al terreno montuoso e irregolare della città. Tuttavia, quando il governo della città ha iniziato a introdurre nuove piste ciclabili in tutta la città, un numero crescente di persone si è rivolto alle biciclette per un uso regolare. Una delle prime grandi piste ciclabili del centro di Tbilisi è stata aperta lungo Pekini Avenue nel 2017.

L'espansione della rete delle infrastrutture ciclabili della città è stata notevolmente accelerata durante la pandemia del Covid-19 quando le città di tutto il mondo hanno iniziato a organizzare piste ciclabili pop-up. Tbilisi si è unita alla tendenza globale, svelando piste ciclabili nelle aree centrali della città, come Vake, Vera e la riva del fiume Kura. A seguito di questi cambiamenti, la lunghezza totale delle piste ciclabili di Tbilisi è aumentata da 2 km nel 2019 a oltre 20 km nel 2020. Il capo del dipartimento dei trasporti della città ha dichiarato a Euronews Georgia che Tbilisi sta lavorando a una strategia di sviluppo della mobilità urbana di 20 anni. Secondo il piano, la lunghezza totale della rete di piste ciclabili raggiungerà infine i 350 km attraverso la capitale.

### Minibus
Per molto tempo, la forma di trasporto più dominante è stata la rete di minibus. Un elaborato sistema di minibus è cresciuto a Tbilisi nei primi anni 2000. Tra la mancanza di fondi pubblici e infrastrutture fatiscenti, i minibus sono emersi come un'iniziativa privata e una soluzione a breve termine al problema dei trasporti urbani. Nel 2019, alla società che gestisce minibus gialli a Tbilisi è stato chiesto di sostituire l'intera flotta entro la fine del 2020. Tuttavia, il processo è stato rallentato e sono stati sostituiti solo 300 minibus. Il sindaco di Tbilisi ha annunciato che il numero di minibus a Tbilisi diminuirà gradualmente, fino a scomparire dalle strade di Tbilisi.
Oltre alla città, diverse linee servono anche la campagna circostante di Tbilisi. In tutta la città viene pagato un prezzo fisso indipendentemente dalla distanza (80 o 50 tetri nel 2018). Per i viaggi più lunghi fuori città, sono comuni tariffe più elevate.

### Funivie aeree
Storicamente, la città aveva sette diverse funivie aeree, ma che sono state chiuse dopo il crollo dell'Unione Sovietica.
Dal 2012, Tbilisi dispone di una moderna cabinovia ad alta capacità che opera tra il Rike Park e la fortezza di Narikala; ognuna può trasportare fino a 8 persone. Il sistema è stato costruito dal produttore italiano Leitner Ropeways.

### Funicolare
La funicolare di Tbilisi è stata riaperta nel 2012 dopo una chiusura pluriennale. È stata costruita per la prima volta nel 1905, collegando via Chonkadze e il parco Mtatsminda, e copre quasi 300 m di dislivello. La cima della collina è il punto più alto della città, offre molte viste diverse di Tbilisi, ed è sede della Tbilisi TV Broadcasting Tower e di alcune giostre, tra cui montagne russe e una ruota panoramica.
La stazione a metà strada della funicolare si trova a breve distanza dal Pantheon di Mtatsminda, fornendo un facile accesso alla necropoli.

## Cultura

### Istruzione
Tbilisi ospita diversi importanti istituti di istruzione superiore tra cui l'Università medica statale di Tbilisi e l'Accademia medica di Petre Shotadze Tbilisi, famose per il loro sistema di istruzione medica riconosciuto a livello internazionale. La più grande università georgiana è l'Università statale di Tbilisi, fondata l'8 febbraio 1918; è la più antica università dell'intera regione del Caucaso. Tbilisi è anche sede della più grande università medica nella regione del Caucaso - l'Università medica statale di Tbilisi, fondata come Istituto medico di Tbilisi nel 1918 e diventata la Facoltà di Medicina all'interno dell'Università statale di Tbilisi (TSU) nel 1930. Essa è stata ribattezzato Università di Medicina nel 1992. Poiché tale università opera come istituzione educativa indipendente, è diventata una delle istituzioni di istruzione superiore di alto rango sostenute dallo stato nella regione del Caucaso.
La principale e più grande università tecnica della Georgia, si trova a Tbilisi ed è stata fondata nel 1922 come facoltà politecnica dell'Università statale di Tbilisi. La prima conferenza è stata tenuta dal matematico georgiano di fama mondiale, la professoressa Andria Razmadze. Ha raggiunto lo status di università nel 1990. Le tre istituzioni private di istruzione superiore più popolari in Georgia, l'Università della Georgia (Tbilisi), l'Università del Caucaso e la Libera Università di Tbilisi, si trovano a Tbilisi.
L'Università della Georgia (Tbilisi) è la più grande università privata della Georgia, con oltre 3500 studenti internazionali e locali. È stato fondata nel 2005. L'Università del Caucaso è stata fondata nel 2004 come espansione della Caucasus School of Business (CSB) (fondata nel 1998) da un consorzio composto dalla Università Statale di Tbilisi e dalla Università tecnica georgiana in collaborazione con la Georgia State University (Atlanta, USA). La Libera Università di Tbilisi è stata fondata nel 2007 dalla fusione di due scuole di istruzione superiore: European School of Management (ESM-Tbilisi) e il Tbilisi Institute of Asia and Africa (TIAA). Oggi la Libera Università comprende tre scuole - Business School (ESM), Institute of Asia and Africa e Law School - che offrono programmi accademici a livello di laurea, laurea e dottorato. Inoltre, conduce una vasta gamma di corsi a breve termine e gestisce diversi centri di ricerca e programmi di scuole estive.
Istituzioni di istruzione superiore a Tbilisi:
- Università statale di Tbilisi
- Università statale di Ilia
- Università tecnica georgiana
- Conservatorio statale di Tbilisi
- Università del teatro e del film Shota Rustaveli
- Accademia statale delle Arti di Tbilisi
- Università della Georgia (Tbilisi)
- Università statale di Medicina di Tbilisi
- Università del Caucaso
- Università internazionale de Caucaso
- Accademia di Medicina di Tbilisi
- Università Libera di Tbilisi
- Università Grigol Robakidze – Alma Mater
- Georgian American University
- Università internazionale del Mar Nero
- Istituto georgiano degli Affari pubblici
- Università Agraria della Georgia
- International School of Economics (ISET)
- Università di Geomedi
- Università Nuova Visione

### Musei
- Museo di belle arti Shalva Amiranashvili
- Museo nazionale georgiano
- Museo dell'occupazione sovietica
- Centro nazionale dei manoscritti della Georgia

## Sport
Fino all'inizio del XIX secolo, gli sport come l'equitazione (polo in particolare), la lotta, la pugilato e il tiro erano gli sport cittadini più popolari. L'influenza dell'Impero russo portò a Tbilisi più sport e attività occidentali (biliardo, scherma).
Il periodo sovietico ha portato una maggiore divulgazione degli sport che erano comuni in Europa e, in una certa misura, negli Stati Uniti. Allo stesso tempo, Tbilisi ha sviluppato l'infrastruttura sportiva necessaria per gli sport professionistici. Nel 1978, la città aveva circa 250 impianti sportivi grandi e piccoli, tra cui, tra gli altri, quattro piscine olimpioniche interne e sei all'aperto, 185 campi da basket e sale, 192 impianti di pallavolo, 82 arene di pallamano, 19 campi da tennis, 31 campi da calcio e cinque stadi. Lo stadio più grande di Tbilisi è la Dinamo Arena (55.000 posti) e il secondo più grande è lo stadio Mikheil Meskhi (24.680 posti). Il Palazzetto dello Sport che ospita abitualmente partite di basket ad alta affluenza e tornei di tennis può ospitare circa 11.000 persone.
La Vere Basketball Hall è un'arena sportiva coperta più piccola con una capacità di 2.500 posti a sedere.
Gli sport più popolari a Tbilisi oggi sono il calcio, il rugby, la pallacanestro e il wrestling. Inoltre, gli sport popolari includono tennis, nuoto e pallanuoto. Ci sono diverse squadre professionistiche di calcio e rugby, nonché club di wrestling. I giocatori della National Basketball Association degli Stati Uniti Zaza Pachulia e Nikoloz Tskitishvili sono nativi di Tbilisi. Al di fuori degli sport professionistici, la città ospita numerose squadre e club sportivi intercollegati e dilettantistici.
La squadra di calcio simbolo di Tbilisi, la Dinamo Tbilisi, non ha vinto un campionato europeo importante dalla stagione 1980-1981, quando vinse la Coppa delle Coppe UEFA e divenne la squadra più orientale d'Europa a raggiungere l'impresa.
Tbilisi ospiterà diverse partite della fase a gironi per l'EuroBasket 2021 nel paese, Repubblica Ceca (Praga), Germania (Berlino, Colonia) e Italia (Milano).

### Calcio
La squadra georgiana più famosa è quella calcistica della Dinamo Tbilisi, vincitrice, tra l'altro, di 2 campionati e 2 coppe sovietiche, nonché di una Coppa delle Coppe (1981) divenendo la squadra più orientale d'Europa a raggiungere l'impresa, ed una Coppa CSI (2004). Le altre squadre sportive cittadine sono: Lokomotivi Tbilisi, Ameri Tbilisi (scioltasi nel 2009), WIT Georgia, Saburtalo Tbilisi, Sapekhburto K'lubi Gagra e lo FC Merani Tbilisi.

### Pallacanestro
Le principali squadre di pallacanestro cittadine sono: BC Dinamo Tbilisi, BC TSU Tbilisi e BC STU Tbilisi. La squadra della BC Dinamo Tbilisi ha vinto l'Eurolega nel 1962 ma non ha mai ripetuto un'impresa del genere. Tbilisi è la città ospitante di diverse partite della fase a gironi per l'EuroBasket 2021 insieme a Repubblica Ceca (Praga), Germania (Berlino, Colonia) e Italia (Milano).
Media
La grande maggioranza delle società di media georgiane (comprese televisione, giornali e radio) ha sede a Tbilisi. La città ospita il popolare canale televisivo Rustavi 2 che ha acquisito una notevole fama dopo la sua copertura della Rivoluzione delle rose. Oltre a Rustavi 2, i restanti tre dei quattro principali canali televisivi pubblici della Georgia (tra cui Imedi TV Maestro e Public Broadcasting Channel) hanno sede in città. Il mercato televisivo di Tbilisi ha subito notevoli cambiamenti dalla seconda metà del 2005 quando Rustavi 2 ha rilevato con successo la società Mze TV e News Corporation di Rupert Murdoch è diventata azionista di Imedi Media Holding all'inizio del 2006.
Tbilisi ha un certo numero di case editrici di giornali. Alcuni dei giornali più degni di nota includono il quotidiano 24 Saati ("24 Ore"), Rezonansi, Alia, il quotidiano in lingua inglese The Messenger, il settimanale FINANCIAL, Georgia Today e il settimanale in lingua inglese The Georgian Times. Tra le stazioni radio della città, Imedi Radio (105,9 FM), Fortuna e Radio 105 sono alcuni dei concorrenti più influenti con un vasto pubblico nazionale.
Le stazioni radio a Tbilisi includono 5 Lines Radio (93.8 FM), Europe+ Tbilisi (99.6 FM) e Georgian Patriarchy Radio (105.4 FM).

## Galleria d'immagini

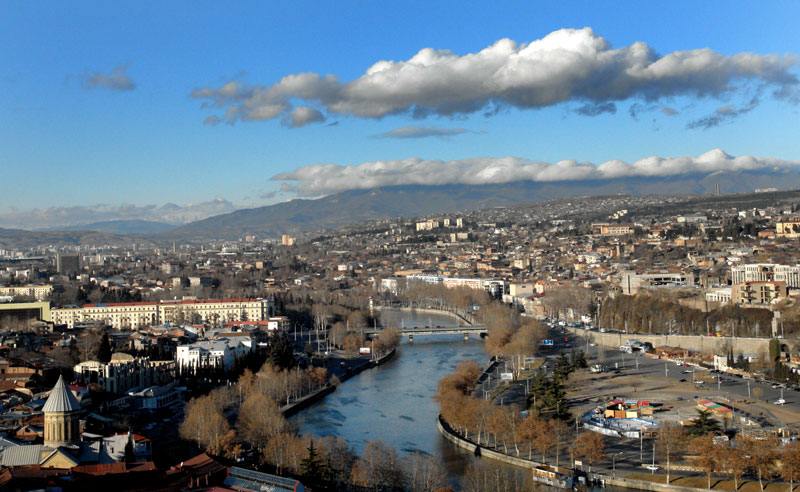
Panorama
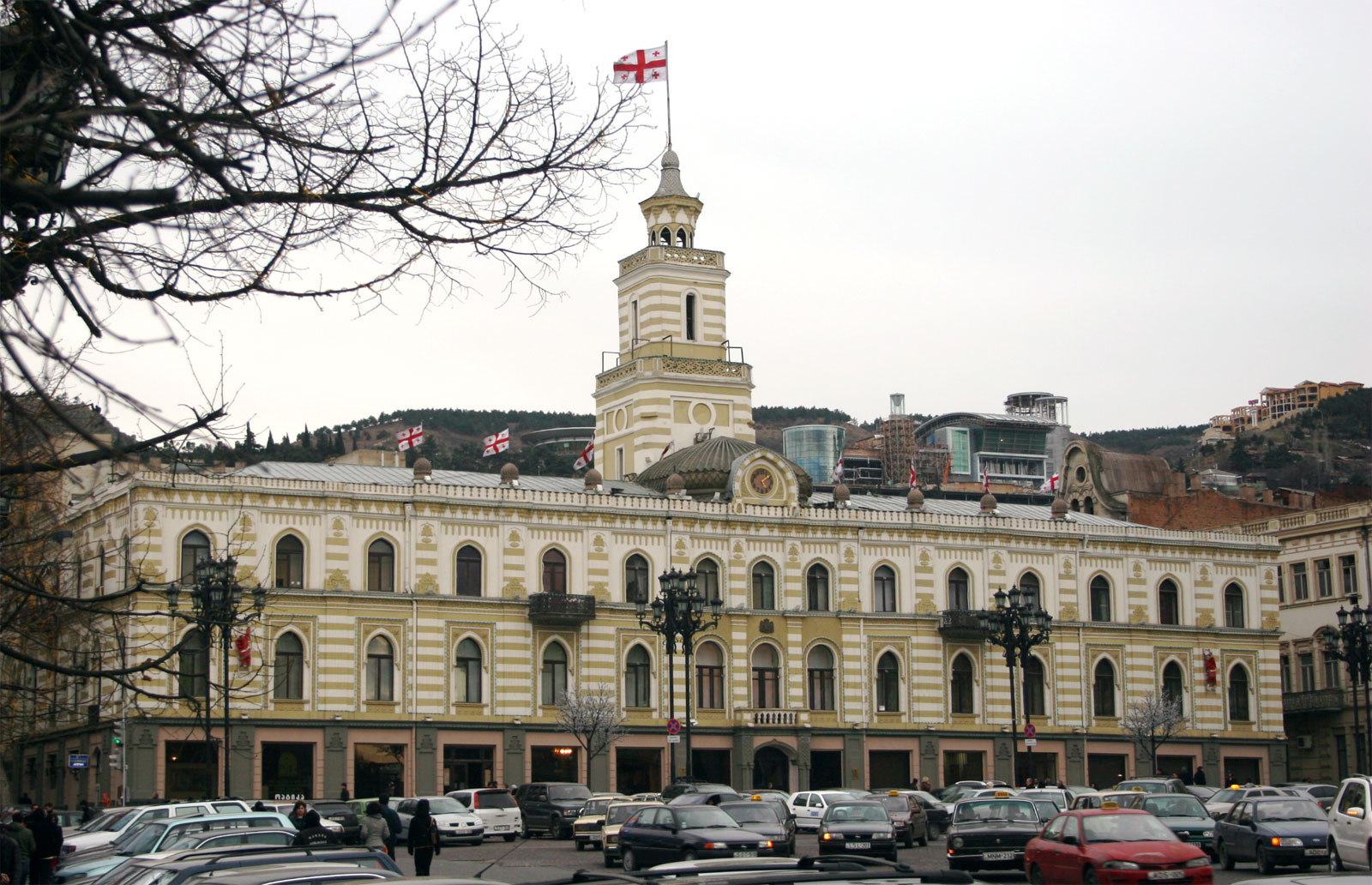
Municipio
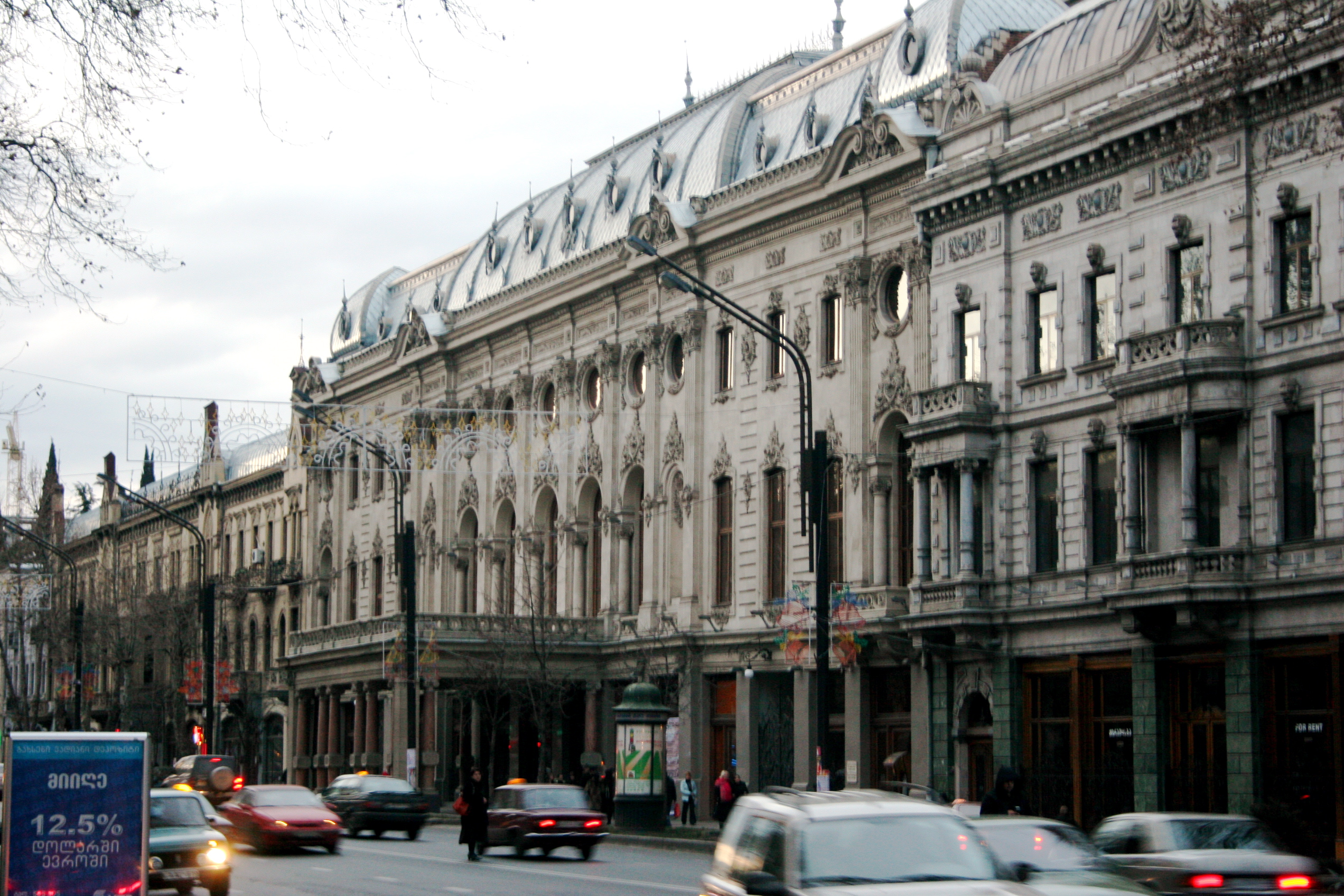
Teatro Rustaveli
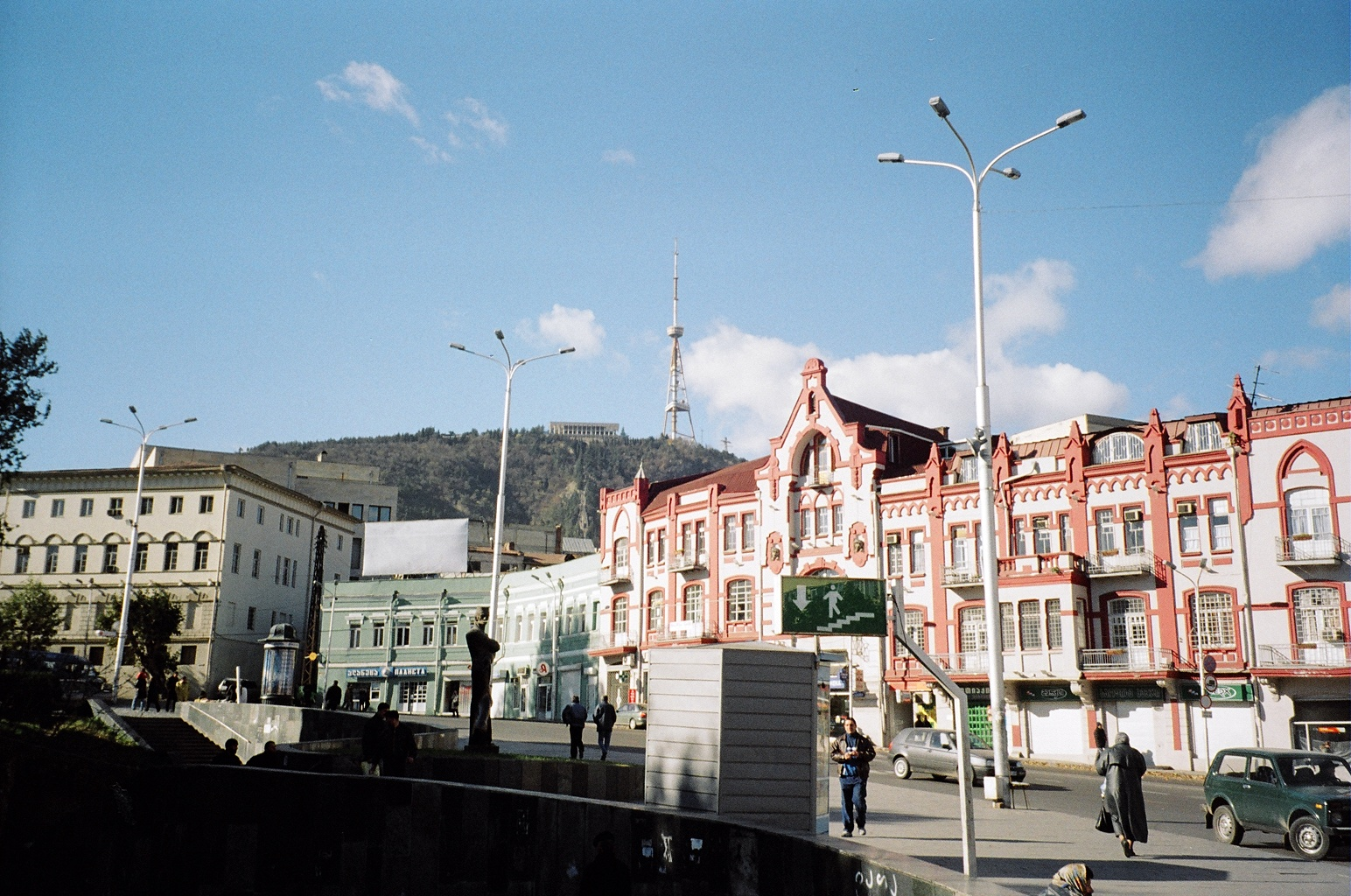
Viale Baratasvili
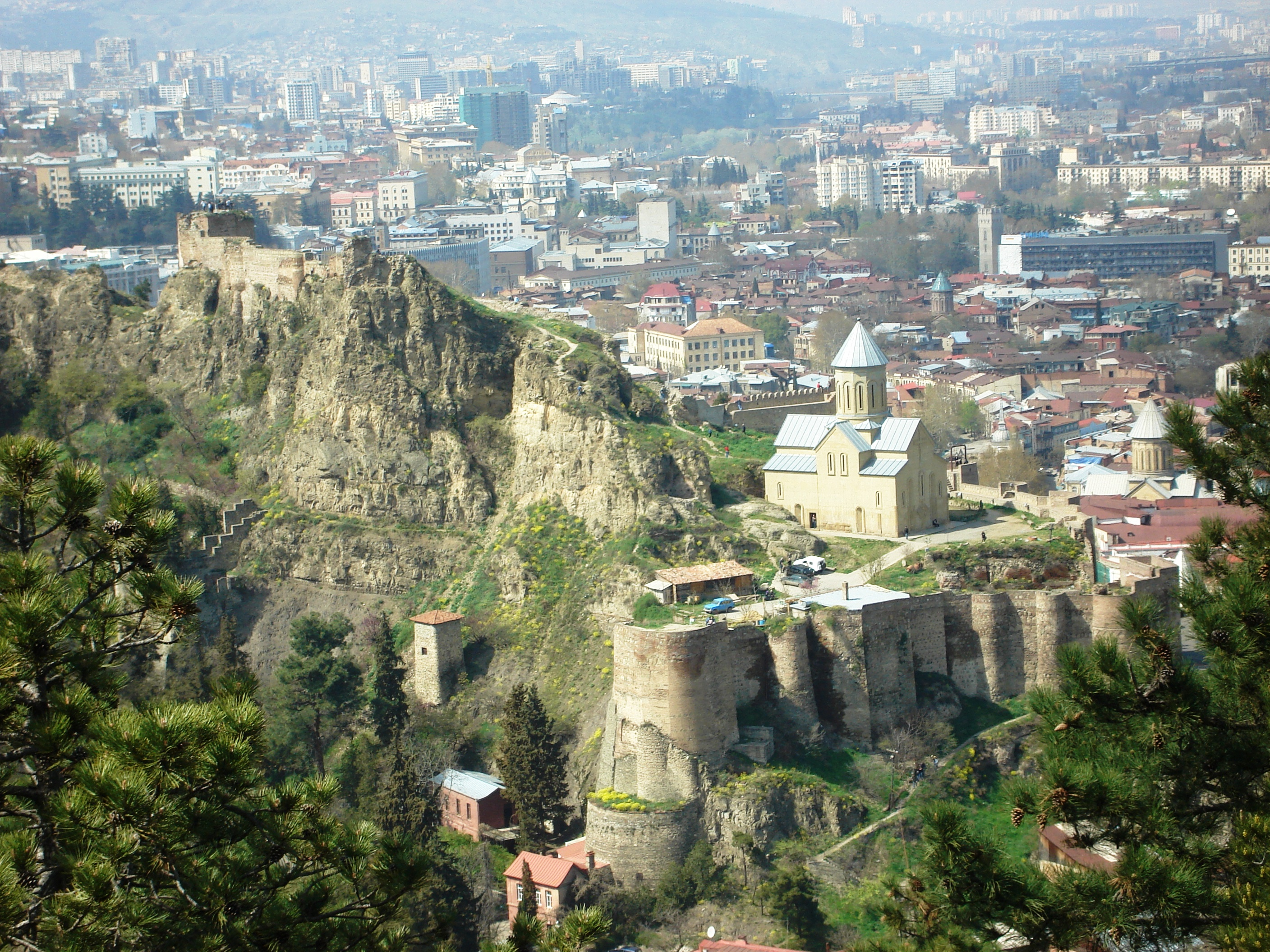
Kala (panorama)
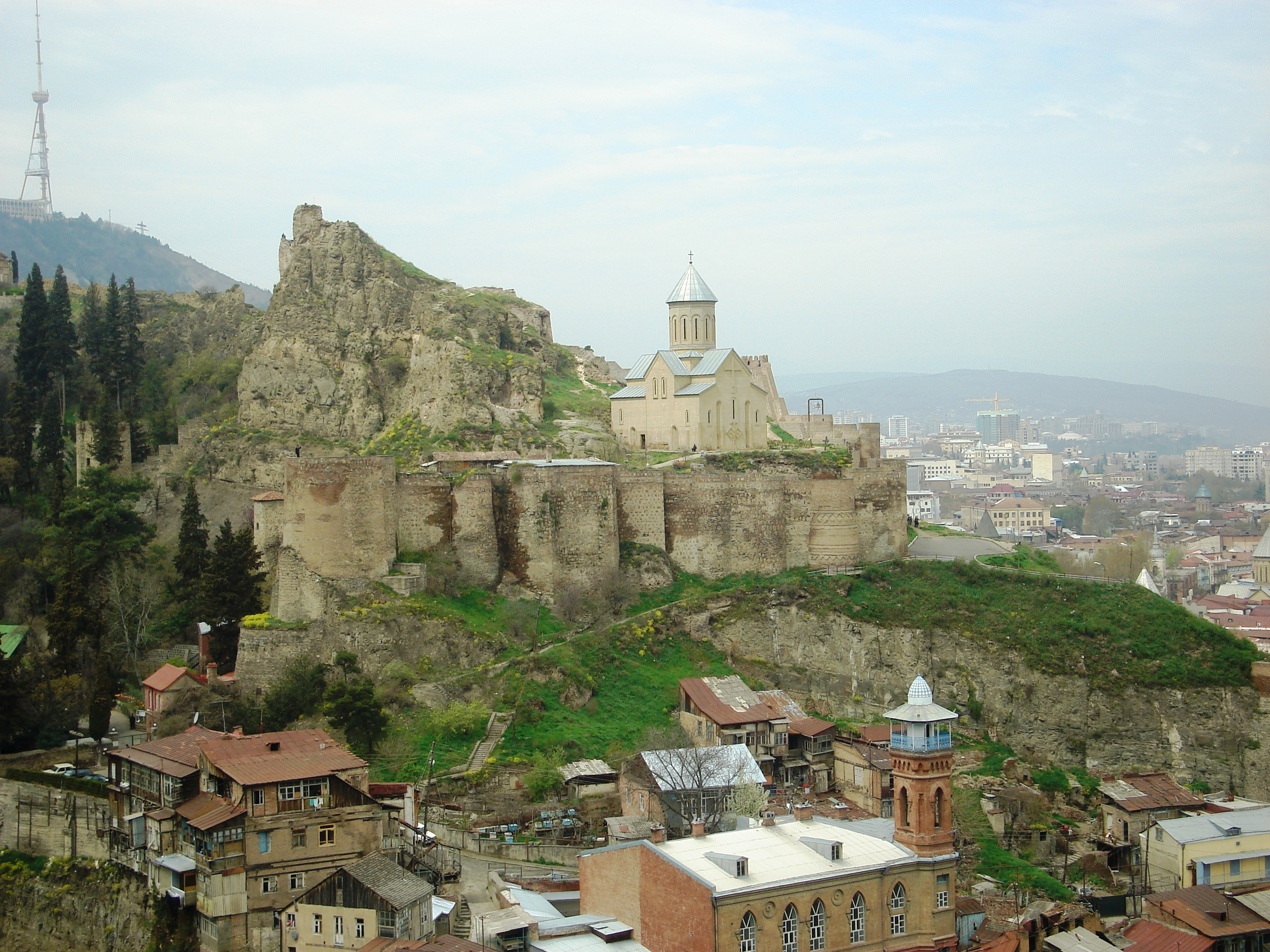
Kala (dettaglio)
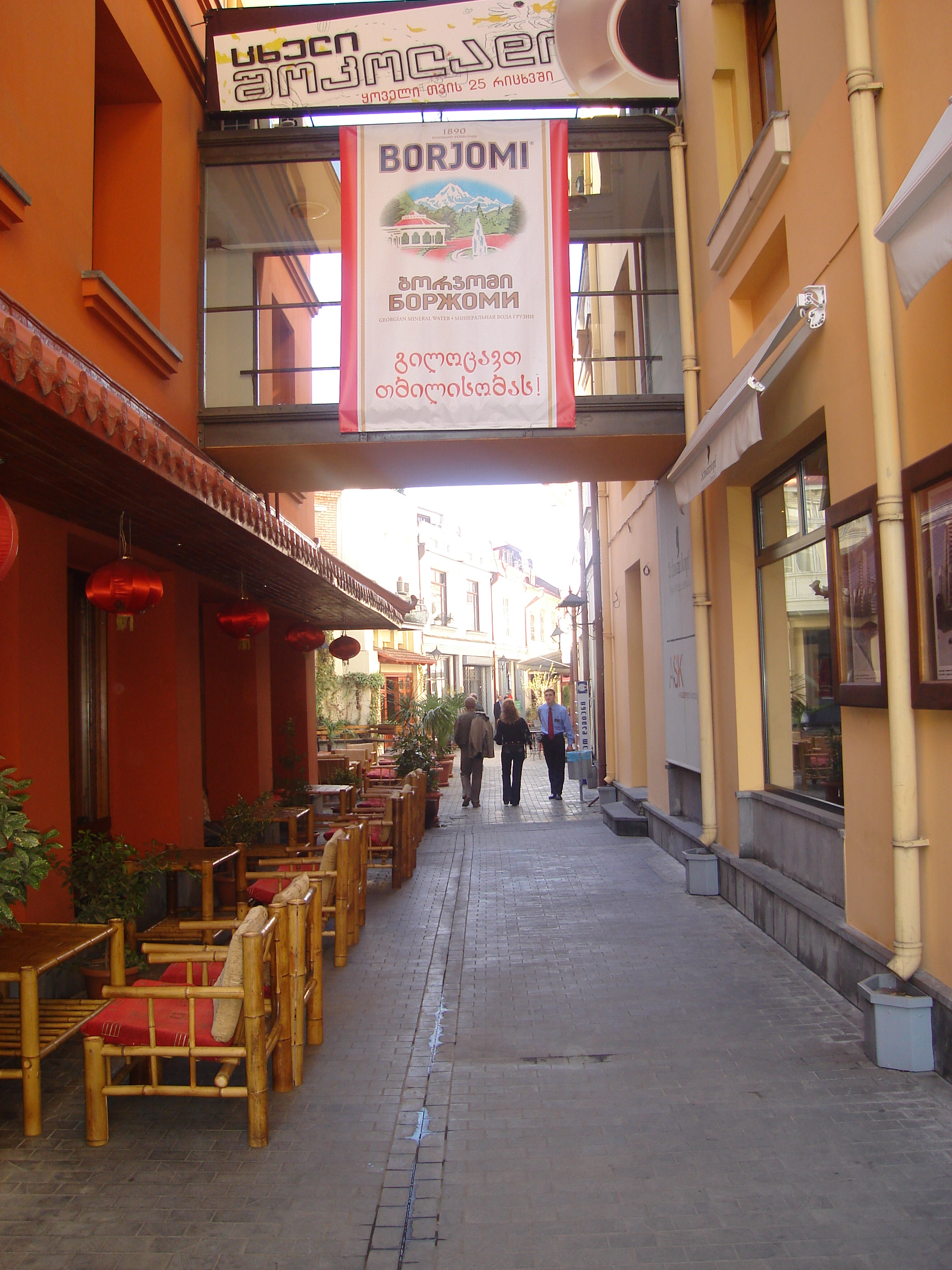
Via Čardin
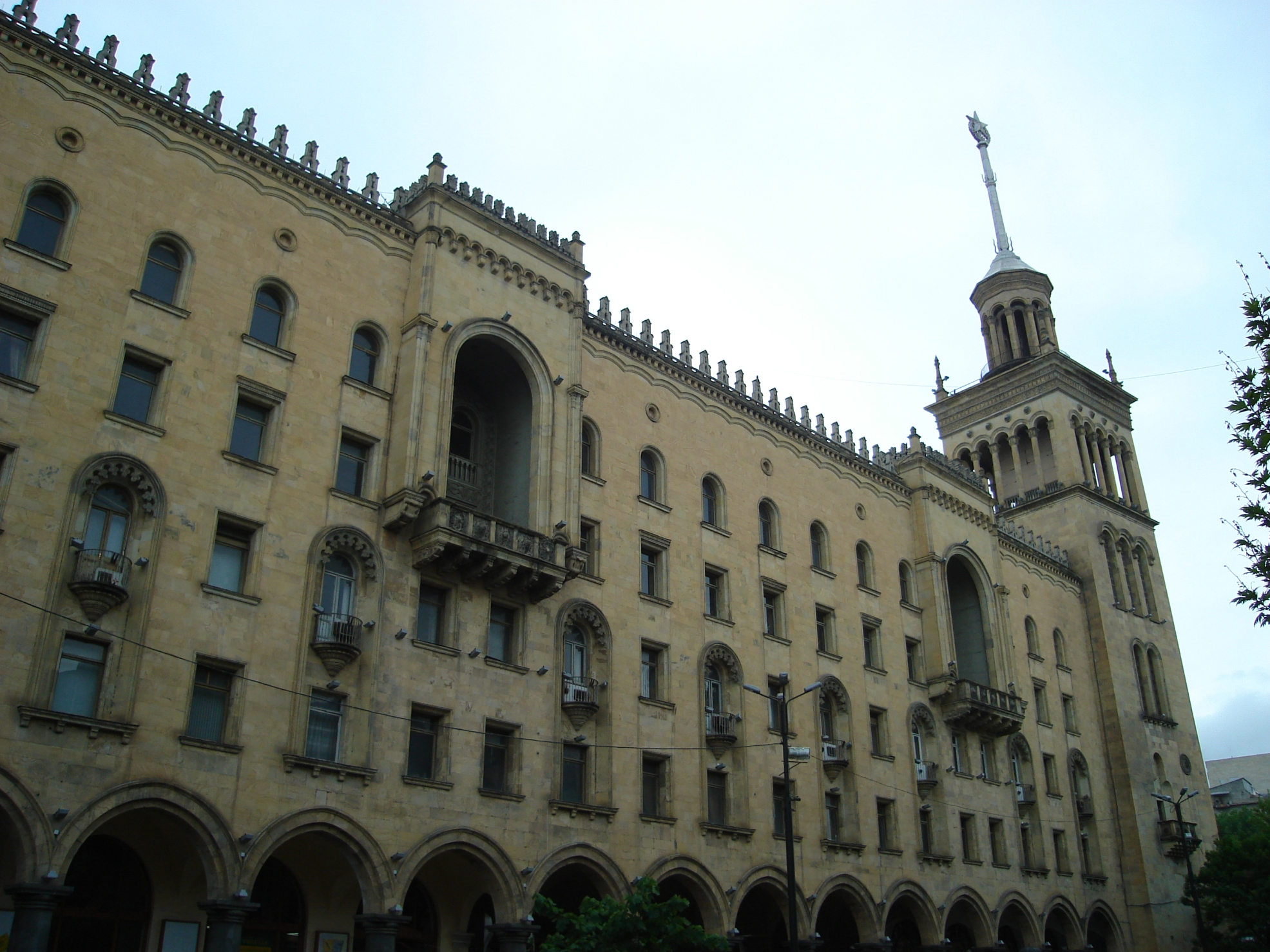
Accademia delle scienze
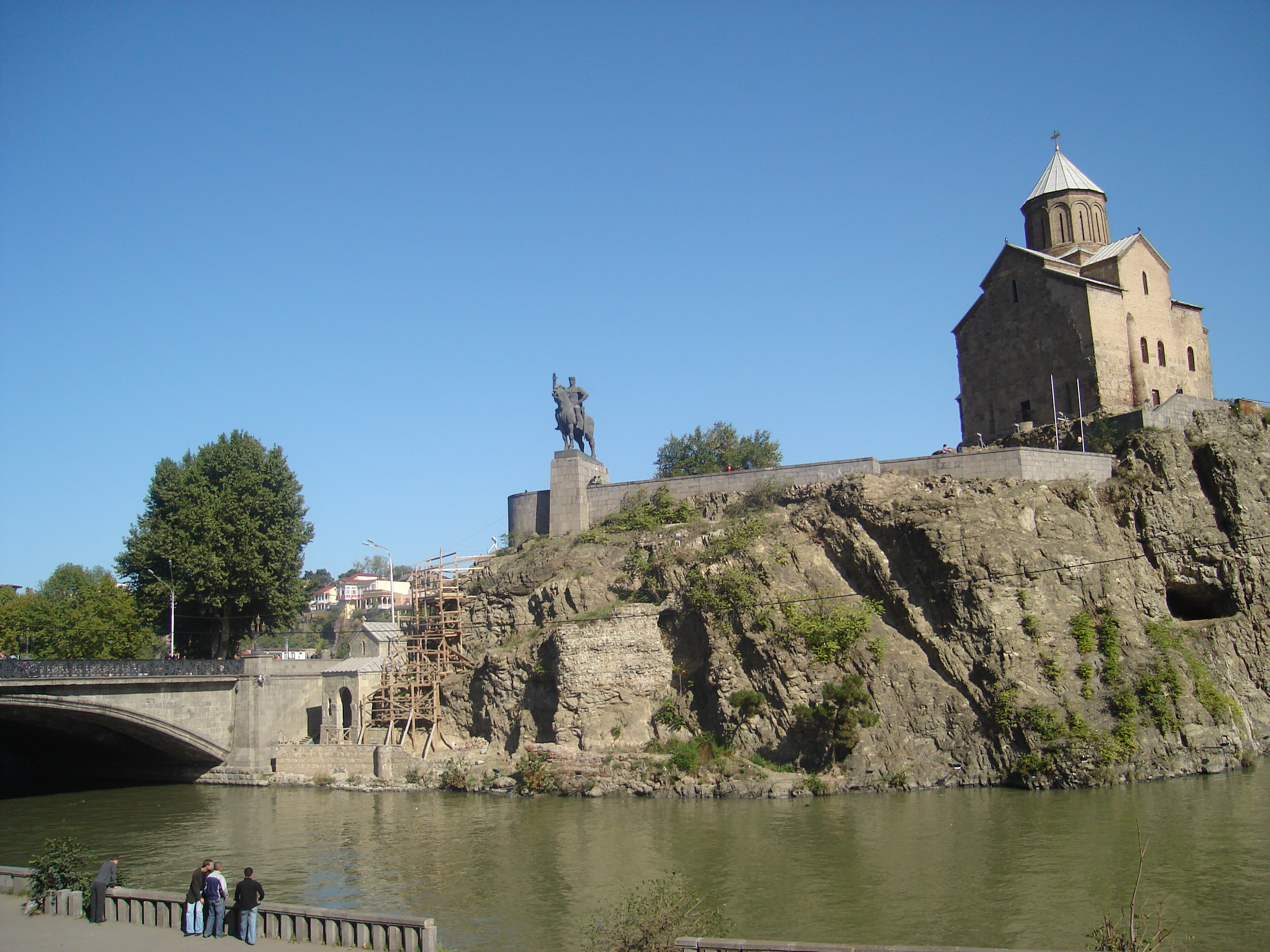
Metehi
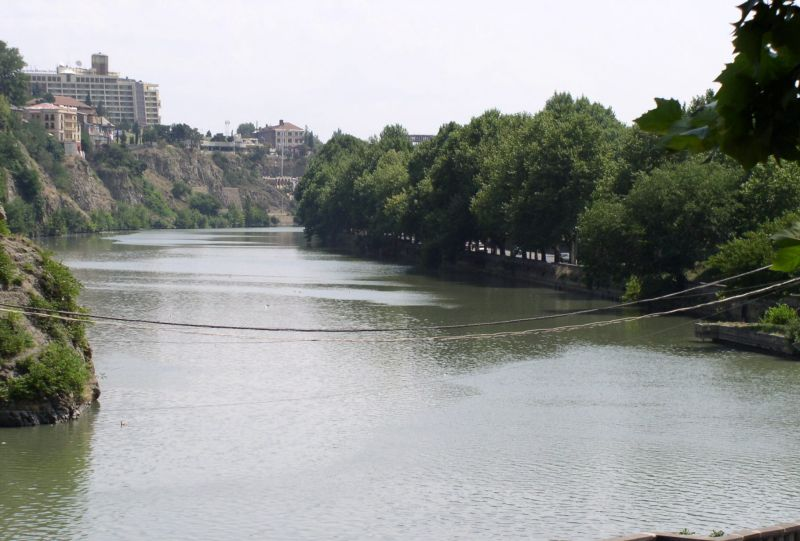
Fiume Kura
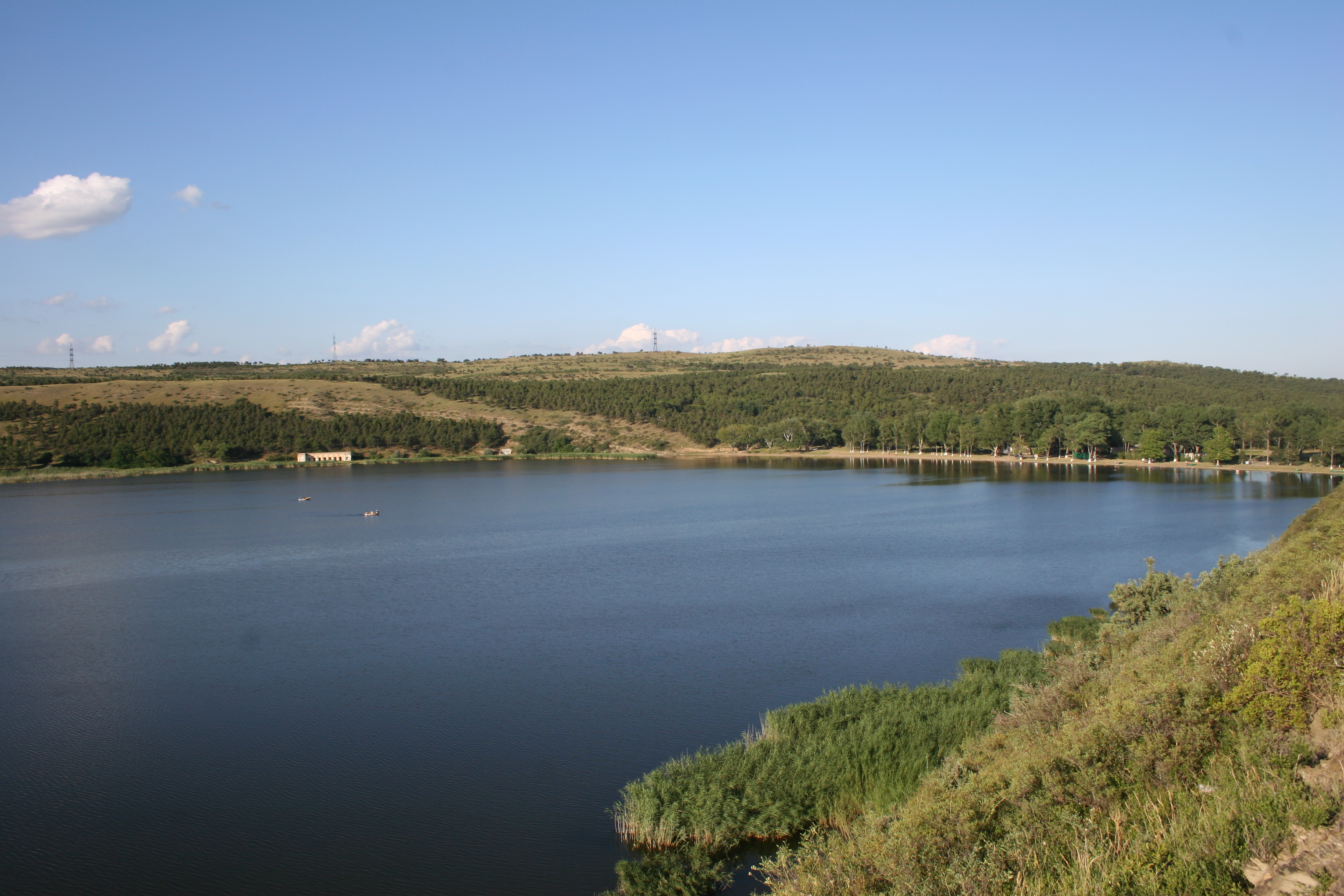
Lago Lisi
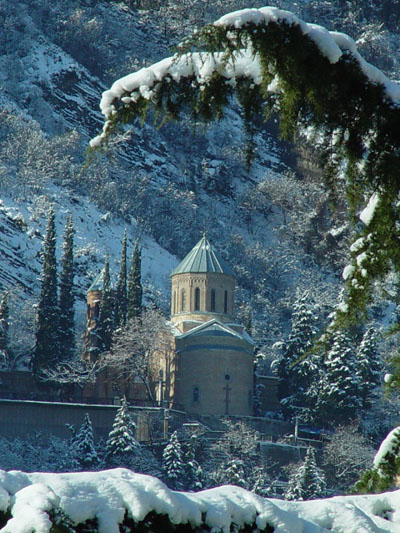
Pantheon di Mtatsminda
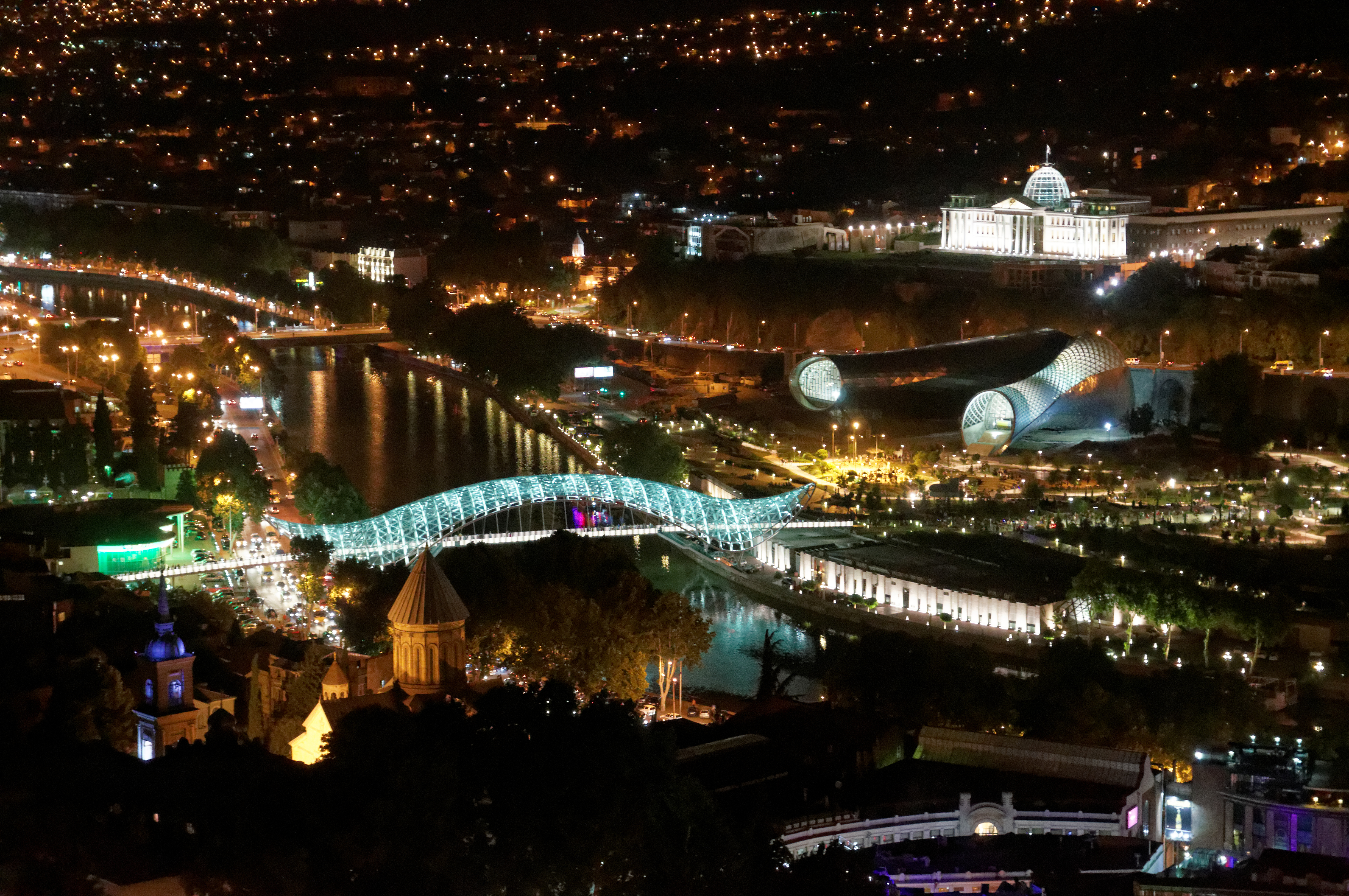
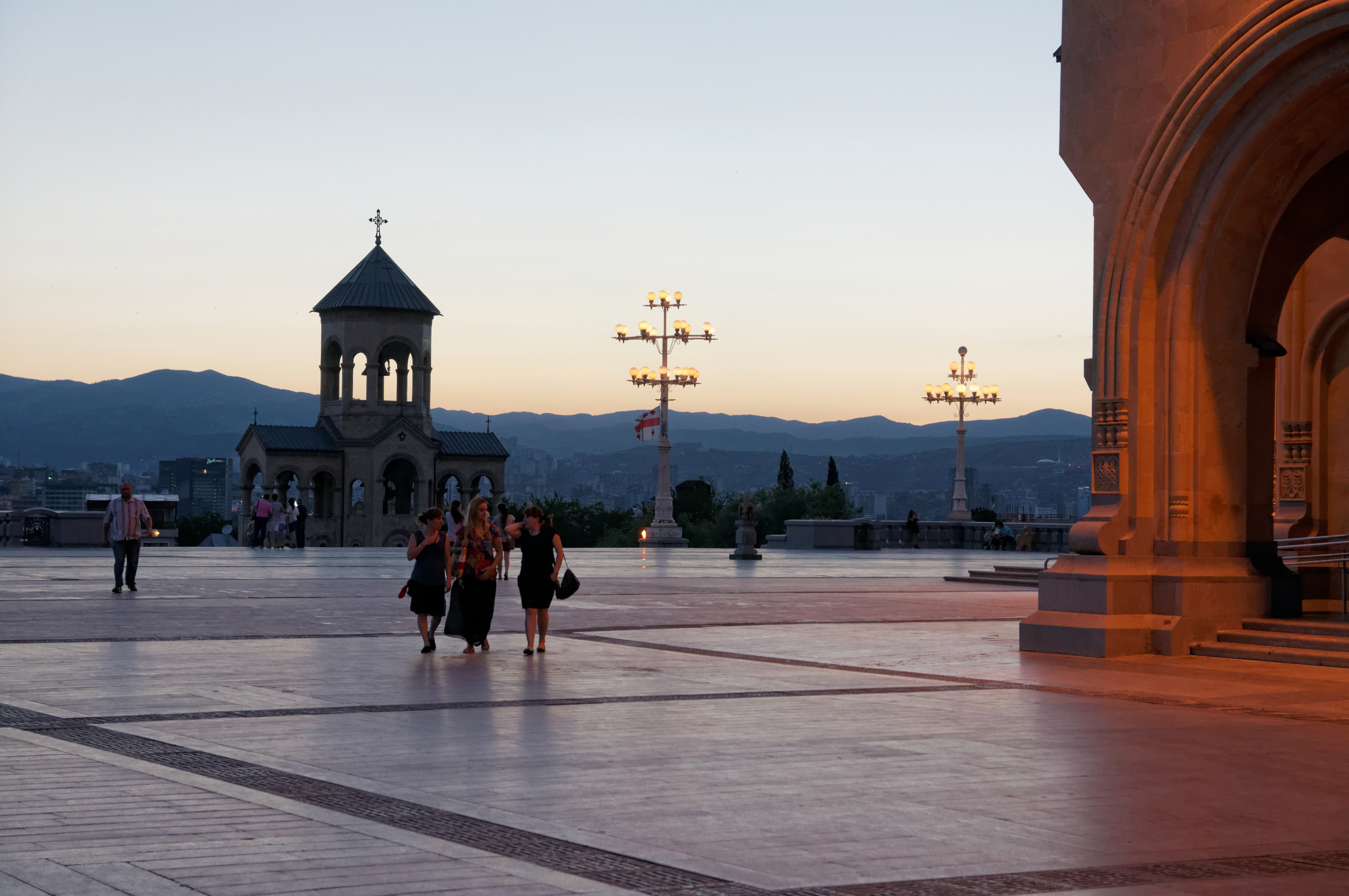
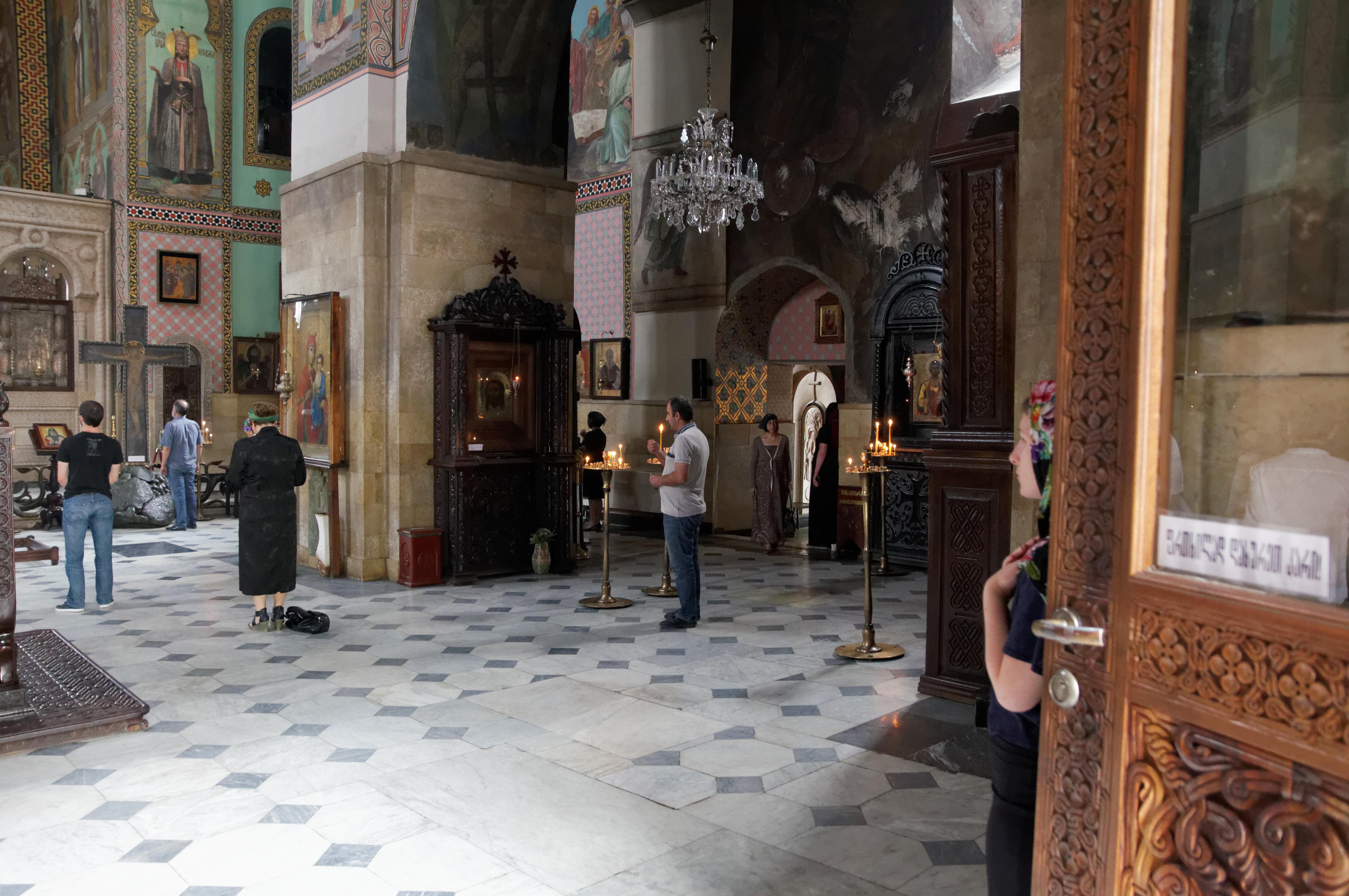
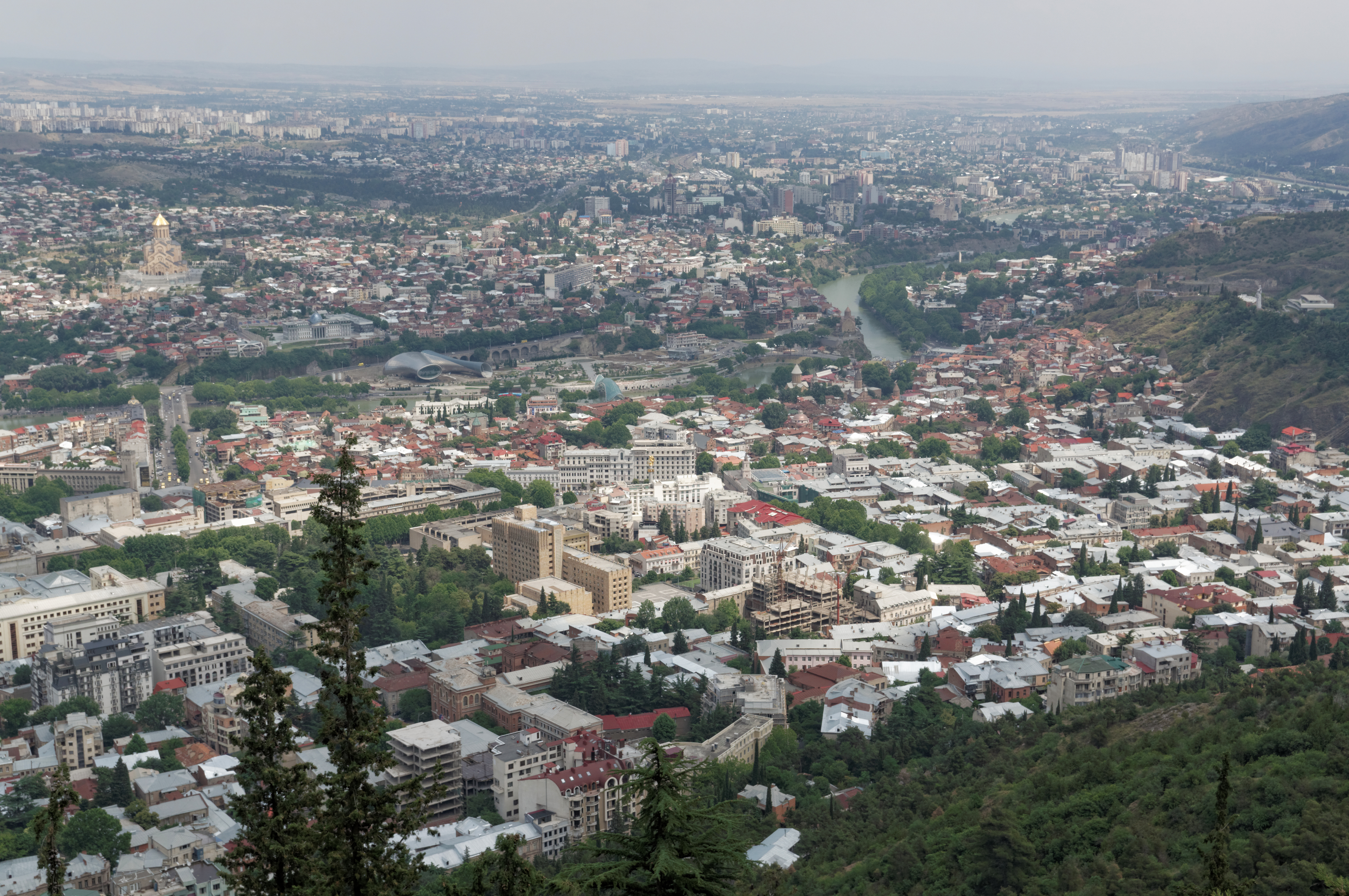
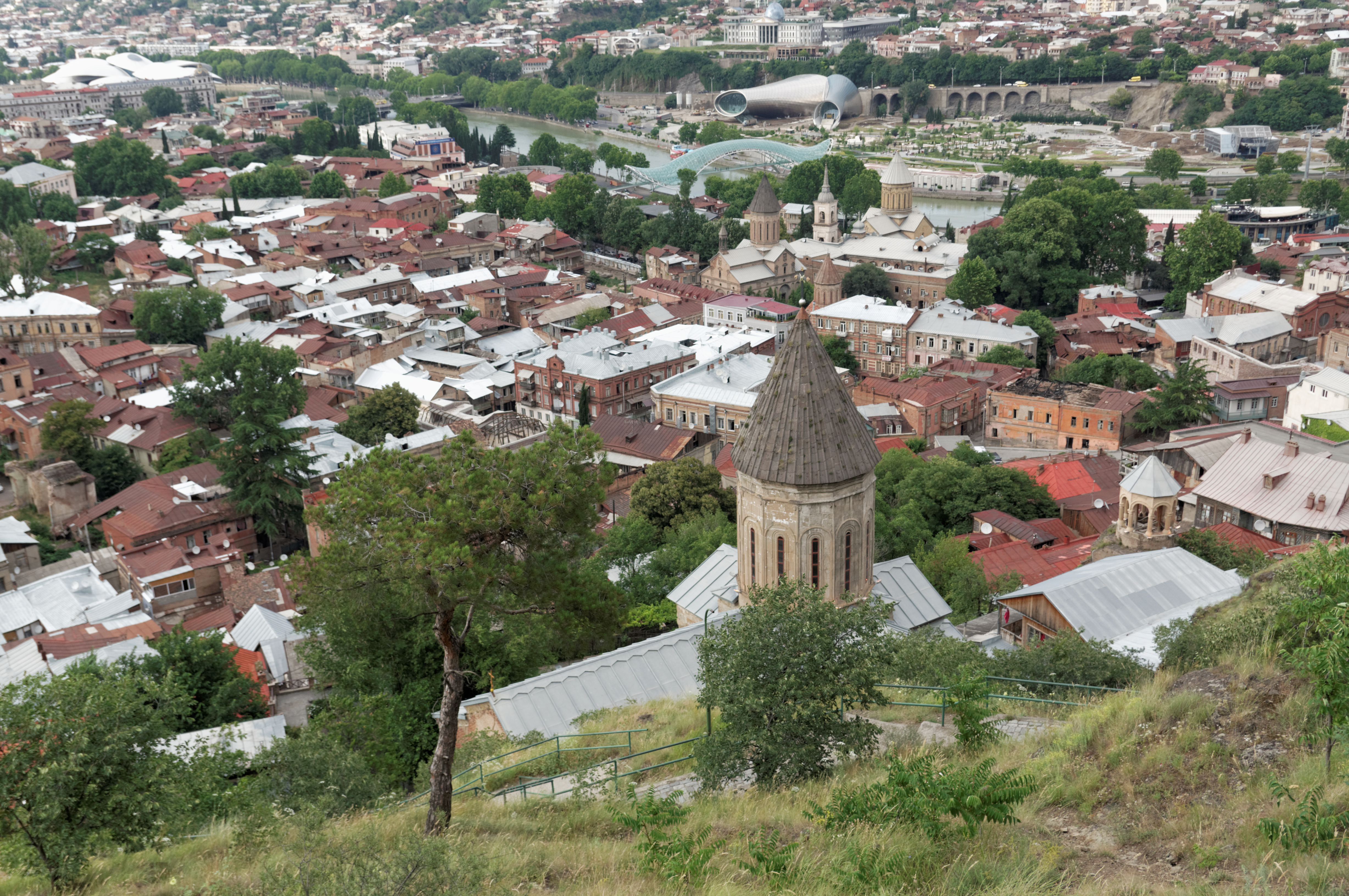